# 芝加哥大學校友列表
芝加哥大學校友列表包括已毕业的本科生、研究生、博士生，同时也包括在芝加哥大学入读但未完成其学位的人士。值得注意的是，授予荣誉学位（非入读该学校而是因个人成就被大学颁发的一种奖项）的人士和曾旁听过学校课程，但未正式被学校录取的人士不会列入该列表当中。曾于芝加哥大学参与暑期课程的人士亦不会纳入该列表考量，因为暑期并不在正常的大学学年之内。

## 诺贝尔奖得主
详见：芝加哥大学附属的诺贝尔奖获得者名单
- 杨振宁（Ph.D. 1948）– 1957年诺贝尔物理学奖
- 李政道 （Ph.D. 1950）– 1957年诺贝尔物理学奖
- 崔琦（S.M. 1963； Ph.D. 1967）– 1998年诺贝尔物理学奖
- 司马贺 （A.B. 1936， Ph.D. 1943）– 1978年诺贝尔经济学奖
- 路易斯·阿尔瓦雷茨 （A.B. 1932，S.M. 1934，Ph.D. 1936）–1968年诺贝尔物理学奖
- 爱米莉·巴尔奇 （曾入读）–1946年诺贝尔和平奖
- 蓋瑞·貝克 （A.M. 1953，Ph.D. 1955）– 1992年诺贝尔经济学奖
- 索尔·贝洛 （X. 1939）– 1976年诺贝尔文学奖
- 赫伯特·布朗 （S.B. 1936， Ph.D. 1938）– 1979年诺贝尔化学奖
- 詹姆斯·M·布坎南 （Ph.D. 1948）– 1986年诺贝尔经济学奖
- 欧文·张伯伦 （Ph.D. 1949）– 1959年诺贝尔物理学奖
- 约翰·马克斯维尔·库切 （教授）– 2003年诺贝尔文学奖
- 詹姆斯·克罗宁（S.M. 1953， Ph.D. 1955）– 1980年诺贝尔物理学奖
- 克林顿·戴维孙 （S.B. 1909）–1937年诺贝尔物理学奖
- 杰尔姆·弗里德曼（A.B. 1950， S.M. 1953， Ph.D. 1956）– 1990年诺贝尔物理学奖
- 米爾頓·佛利民 （A.M. 1933）– 1976年诺贝尔经济学奖
- 欧内斯特·劳伦斯 （X. 1923）– 1939年诺贝尔物理学奖
- 小罗伯特·卢卡斯（A.B. 1959， Ph.D. 1964）– 1995年诺贝尔经济学奖
- 哈利·馬可維茲 （A.B. 1947， A.M. 1950， Ph.D. 1955）– 1990年诺贝尔经济学奖
- 罗伯特·密立根 （X. 1894）– 1923年诺贝尔物理学奖
- 罗伯特·S·马利肯 （Ph.D. 1921）– 1966年诺贝尔化学奖
- 欧文·罗斯 （S.B. 1948， Ph.D. 1952）– 2004年诺贝尔化学奖
- 弗兰克·舍伍德·罗兰 （S.M. 1951， Ph.D. 1952）– 1995年诺贝尔化学奖
- 保羅·薩繆爾森 （A.B. 1935）– 1970年诺贝尔经济学奖
- 迈伦·舒尔兹 （M.B.A. 1964， Ph.D. 1970）– 1997年诺贝尔经济学奖
- 乔治·史密斯 （Ph.D. 1959）– 2009年诺贝尔物理学奖
- 罗杰·斯佩里 （Ph.D. 1941）– 1981年诺贝尔生理学或医学奖
- 杰克·施泰因贝格尔 （S.B. 1942； Ph.D. 1949）– 1988年诺贝尔物理学奖
- 喬治·斯蒂格勒 （S.B. 1942， Ph.D. 1949）– 1982年诺贝尔经济学奖
- 爱德华·劳里·塔特姆（X. 1931）– 1958年诺贝尔医学奖
- 詹姆斯·杜威·沃森（S.B. 1947）– 1962年诺贝尔生理学或医学奖
- 弗朗克·韦尔切克（A.B. 1970）– 2004年诺贝尔物理学奖； 1982年麦克阿瑟奖

## 政府官员

### 国家元首或政府首脑
- 威廉·莱昂·麦肯齐·金（A.M. 1897）–第11、13及15任加拿大总理（1935–1948）
- 杰弗里·帕尔默（J.D. 1967）–新西兰总理（1989–1990）
- 贡萨洛·桑切斯·德洛萨达（A.B. 1952）–两任玻利维亚总统（1993–97，2002–2003）[1]
- 阿尔瓦罗·马加尼亚（A.M. 1955）–萨尔瓦多总统 （1982–1984）
- 海斯廷斯·卡穆祖·班达（Ph.B. 1931）–马拉维总理（1964–1966）、总统 （1966–1994）[2]

### 其他政府官员
- 约翰·阿什克罗夫特 （J.D. 1967） –美国司法部长（2001年-2005年）；密苏里州州长（1985年-1993年）、美国参议员（1995年-2001年）
- 拉姆齊·克拉克（A.M. 1950， J.D. 1951） – 美國司法部長（1967–1969）
- 大衛·阿克塞爾羅 （A.B. 1977） – 於美國總統歐巴馬於2008年總統競選期間擔任競選顧問，選後被歐巴馬任名為美国总统高级顾问
- 喬恩·科爾津（M.B.A. 1973） – 美国参议员（D-NJ） （2001–2006）； 高盛公司前CEO； 大学董事会成员
- 詹姆斯·科米 （J.D.） – 第七任美国联邦调查局局长，由巴拉克·奧巴馬提名，自2013年9月4日起就任，2017年5月9日被总统唐納·川普終止職務。
- 伯尼·桑德斯（A.B. 1964） – 2016、2020年美国总统竞选人； 美國聯邦參議員，代表佛蒙特州，2013–2015年擔任參議院退伍軍人委員會主席、2015年起擔任參議院財政預算委員會在野黨派領袖（副主席）
- 連戰 （Ph.D. 1965） – 中华民国（台湾）副总统（1996–2000），同期李登辉担任总统
- 白川方明 （A.M. 1977） – 政界人物， 日本銀行行长（2008至今）
- 費浩偉（A.B. ?， A.M. 1954） – 美國外交官，曾在香港、台灣與日本任職，在美國與中華民國政府斷交前夕任職美國國務院最後一任中華民國事務處長（Office of Republic of China Affairs；亦稱中華民國科「Republic of China Desk」），兩國斷交後，他是台灣關係相關法案的推動者與起草人之一；美国驻巴布亚新几内亚和所罗门群岛大使（1979–1981）[3]
- 林毅夫（Ph.D. 1986） –世界銀行首席經濟師兼負責發展經濟學的高级副行長（2008–present）；1986年取得芝加哥大學經濟學博士，1993年升任北京大學教授，1994年共同創辦北京大學中國經濟研究中心並擔任主任，後任北京大学国家发展研究院名誉院长；曾擔任中華人民共和國第七至第十屆政協全國委員會委員、第十届全国政協經濟委員會副主任、第十一届全国人大代表；现任第十二届全国政协常委、全國政協經濟委員會副主任、中華全國工商業聯合會副主席（副部长级），並於2005年獲選第三世界科學院（現名世界科学院）院士
- 扎勒米·哈利勒扎德（Ph.D. 1979） – 美国驻联合国大使（2007–2009）； 现任美國阿富汗和解問題特別代表；前美国驻阿富汗和伊拉克大使
- 羅伯特·托德·林肯（J.D. 1867） – 第35届美国战争大臣；美國總統亞伯拉罕·林肯及瑪麗·托德·林肯之長子
- 竹本松 （J.D. 1951） – 美国众议院夏威夷州代表成员；美國國務院海洋和國際環境與科學事務助理國務卿 （1965–1977， 1990–2002）
- 托马斯·索维尔（Ph.D. 1968） – 美国国家人文奖章（National Humanities Medal）获得者（2003年）；斯坦福大学胡佛研究所经济学家和高级研究员
- 約翰·保羅·史蒂文斯（A.B. 1941） – 美国最高法院大法官（1975–2010）
- 吉姆·塔蘭托（J.D. 1981） – 密蘇里州的兩位參議院議員之一（2002–2007）；美國傳統基金會的一位研究員
- 彼得·喬治·彼得森 （M.B.A. 1951） –曾经担任尼克松内阁的美国商务部长（1972–1973）；黑石集团联合创始人；彼得·乔治·彼得森基金会创始人
- 亚伯拉罕·鲁比科夫（J.D. 1933） – 康涅狄格州第80任州长和约翰·肯尼迪总统任内的美国卫生教育及福利部部长；他是康涅狄格州历史上第一位也是迄今为止唯一的一位犹太人州长
- 皮特·里基茨（A.B. 1986， M.B.A. 1991） – 内布拉斯加州联邦参议员（2023年至今），第40任內布拉斯加州州長（2015年—2023年）
- 保罗·罗默（B.A. 1977， Ph.D. 1983） – 世界银行首席经济学家
- 艾米·克罗布彻（J.D. 1985） – 明尼苏达州的资深参议员（2007至今）
- 利茲·切尼（J.D. 1996） – 伊朗叙利亚政策与行动小组（ISOG）负责人、前美國副總統迪克·切尼和前美國第二夫人琳恩·切尼的長女
- 傑克·馬凱爾（M.B.A. 1985） – 第73任特拉华州州長（2009–2017）
- 保罗·沃尔福威茨（Ph.D. 1972） – 前世界银行行长（2005–2007）； 前美国国防部副部长（2001–2005）
- 托德·揚（M.B.A. 2000） – 印第安納州第9選舉區選出的美國眾議院議員（2017–present）
- 索尔·阿林斯基 （Ph.B. 1930） – 现代居民组织的创始人和政治活动家
- 杰罗姆·弗兰克（A.B. 1909， J.D. 1912） – 法律哲学家，美国第二巡回上诉法院法官，证券交易委员会主席
- 斯坦頓·弗里德曼（B.S. 1955， M.S. 1956） – 美國核子物理學家和飛碟學家，主張外星人多次造訪地球並停留於地球。他是羅斯威爾飛碟墜毀事件的早期民間調查員
- 道格拉斯·金斯伯格（J.D. 1973） – 美國最高法院大法官，美國哥倫比亞特區聯邦巡迴上訴法院資深法官，2012年起任職紐約大學法學院
- 艾略特·內斯（A.B. 1925） – 美國禁酒探員，聞名於其在伊利諾州芝加哥的禁酒令法執法行動，打倒艾爾·卡彭和一個綽號為「鐵面無私（英语：Untouchables (law enforcement)）」的著名執法探員團隊領導
- 威廉斯·奈斯坎南（A.M. 1955， Ph.D. 1962） – 华盛顿特区卡托研究所所长
- 亞歷山大·米哈伊洛維奇·克拉斯諾曉科夫（J.D. 1912） – 苏联政客，远东共和国政府第一任主席
- 沙德·阿尔谢里夫·帕夏王子 （Prince Shad Al-Sherif Pasha）（M.A.P.S.S. 2006）[4]
- Shimon Agranat （J.D. 1929） – 以色列最高法院院长 （1965–1976）
- Bernard W. Aronson （A.B. 1967） – 美国西半球事务助理国务卿（1989–1993）
- Kwamena Bentsi-Enchill （1919–1974） – 加纳最高法院大法官 （1971–1972）
- Paul Bloom （1939–2009） – 为美国能源部追回60亿美元的律师[5]
- Robert H. Bork （A.B. 1948， J.D. 1953） – 美国司法部长（1973–1974）； 美国联邦上诉法院法官（1982–1988）
- Marvin Braude （1920–2005） – 洛杉矶市议会议员 （1965–1997）
- Lisa Brown （J.D. 1986） – 白宫职员秘书（2009–2011）
- William Holmes Brown （J.D. 1954） – 美国众议院议员 （1974–1994）
- Charles W. Bryan – 内布拉斯加州20和23任州长[6]
- John E. Cashman – 威斯康星州第一区参议院议员
- Ahmed Chalabi （Ph.D. 1969） – 伊拉克临时石油部长兼副总理
- Benjamin V. Cohen （Phi Beta Kappa 1913， Ph.B 1914， J.D. 1915） – 富兰克林·罗斯福总统的智囊团成员
- Lycurgus Conner （B.A.， J.D.） – 伊利诺伊州众议院议员（1961–1963）
- Richard Cordray （J.D. 1986） – 美国消费者金融保护局第一任局长， 俄亥俄州第49任检察官， 俄亥俄州第46任司库
- Benjamin O. Davis， Jr. （X. 1933） – 美国空军五星上将（1954）； 美国第37任总统理查德·尼克松任期间担任美国运输部长助理
- Francisco Gil Diaz （Ph.D. 1972） – 墨西哥财政和公共信贷部长
- James I. Dolliver （J.D. 1921） – 爱荷华州第六任国会区的共和党美国代表
- Jon Dudas （J.D.） – 美国专利及商标局局长， 知识产权商务部副部长
- Troy Eid （J.D. 1991） – 美国科罗拉多区检察官（2006–2009）
- Frank H. Easterbrook （J.D. 1973） – 美国第七巡回上诉法院巡回法官
- Allison H. Eid （J.D. 1991） – 科罗拉多州最高法院第95任法官
- Noel Francisco （B.A. 1991 J.D. 1996） – 美国第47任副检察长
- Jackie Goldberg （M.A.T. 1973） – 加利福尼亚州议会议员（2000–2006）
- Paulo Guedes （Ph.D. 1978） – 巴西经济部长
- 艾薇儿·海恩斯 （A.B. 1992） – 美国中央情报局（C.I.A.)副局长（2013–2015）， 国家安全副顾问 （2015–2017）
- James Hormel （J.D. 1958） – 美国驻卢森堡大使（1999–2001）
- Constance Horner （M.A. 1967） – 美国民权委员会成员（1993–1998）； 里根政府和第一任布什政府的公职人员，辉瑞公司、保德信金融公司（财富世界500强）和格南登福的独立董事[7]
- Thomas W. Hyde – 美国内战志愿者主将军、缅因州参议员、巴斯钢铁厂创始人
- Harold LeClair Ickes （A.B. 1897 J.D. 1907） – 美國內政部長（1933–1946）
- Fred Ikle （A.M. 1948， Ph.D. 1950） – 前国防政策副部长；美国军备控制与裁军局局长（1973–1977）
- Peter Jambrek （Ph.D. 1971） – 宪法法院院长（1991–1993）；斯洛文尼亚内政部长（2000），欧洲人权法院成员（1993–1999）
- Patricia Kabbah （A.M. 1963） – 塞拉利昂前第一夫人
- Anne Kaiser （B.A. 1990） - 马里兰州众议院议员，2003年至今
- Ro Khanna （B.A. 1998） – 加利福尼亚第17区美国众议院议员
- Andy Kim （B.A. 2004） – 政治家；奥巴马总统任期间国家安全顾问
- Larry Krasner – 联邦公设辩护律师，曾竞选费城地方检察官
- Koh Tsu Koon （Ph.D. 1977） – third Chief Minister of the State of Penang， Malaysia （1990–2008）
- Jewel Lafontant （J.D. 1946） – 联合国代表
- Brad Lander （B.A. 1991） – 美国纽约市第39区议会议员
- Thomas Rex Lee （J.D. 1991） – 美国犹他州最高法院副法官
- Rex E. Lee （J.D. 1963） – 美国第37任副检察长
- Edward Levi （A.B. 1932， J.D. 1935） – 美国总检察长（1975–1977）
- Lori Lightfoot （J.D. 1989） – 美国芝加哥市市长
- T. D. A. Lingo – 退伍军人；民谣歌手；广播电台主持人；大脑研究员
- Michael W. McConnell （J.D. 1979） – 美国第十巡回上诉法院巡回法官
- David M. McIntosh （J.D. 1983） – 印第安纳州第二区美国众议院议员，Club for Growth主席
- Marco Antonio Mena Rodríguez – 特拉斯卡拉州州长
- Abner J. Mikva （J.D. 1951） – 伊利诺伊州众议员（1956年至1966年）；美国国会议员（1969–1973，1975–1979）；美国上诉法院法官（1979–1994）
- Carol Moseley Braun （J.D. 1972） – 美国参议院伊利诺斯州代表成员（1992–1998）； 美国国家大使（1999–2001）
- Richard A. Mugalian – 伊利诺伊州代表和律师[8]
- Ajit Pai （J.D. 1997） – 美国联邦通讯委员会主席
- James B. Parsons （A.M. 1946， J.D. 1949） – 首位非裔美国人联邦地方法院法官（1991–1992）[9]
- Kyle Sampson （J.D. 1996） – 美国司法部长阿尔贝托·冈萨雷斯（Alberto Gonzales）参谋长兼参赞
- David Schuman （Ph.D. 1974） – 俄勒冈州上诉法院法官[10]
- John Thomas （J.D. 1970） – 英格兰和威尔士大法官
- Joe Walsh（M.P.P. 1991）– 伊利诺伊州第八届国会区的前共和党代表；conservative talk电台主持人[11]
- Kateryna Yushchenko （M.B.A. 1986） – 乌克兰第一夫人（2005–2010）

## 艺术与娱乐行业
- Melvin Frank （A.B. 1935） – 奥斯卡金像奖提名的电影制片人和编剧《A Touch of Class》
- 菲利普·格拉斯（A.B. 1956） – 奥斯卡金像奖提名作曲家和音乐家
- Mark Hollmann （A.B. 1985） – 托尼奖获奖作曲家[12]
- Tyehimba Jess （A.B. 1991） – 普利策奖获奖诗人
- Kurt Elling （X. 1992） – 爵士歌手和九次格莱美奖提名
- 西莱斯特·霍姆（X. 1934） – 第20届奥斯卡金像奖最佳女配角，2界奥斯卡金像奖最佳女配角提名；美国著名的舞台剧演员、电影演员和电视剧演员，她以《圣女歌声》和《彗星美人》、《君子协定》而知名
- 早川雪洲（A.B. 1913） – 20世紀10年代中期至20年代晚期的超級巨星，風靡了許多女性觀眾，其地位堪與同時代的查理·卓別林、范朋克等人相提並論；早川雪洲也是第一位在西方電影界達到頂峰成就的日本人；晚年參與《桂河大橋》的演出，並獲提名為1957年的奥斯卡最佳男配角奖
- John Grierson （A.M. 1927） – 教科文组织（UNESCO）大众传播总监（1948–1950）；第二次世界大战期间创立并领导加拿大国家电影局；英国纪录片电影运动的创始人；创造了“纪录片”一词
- 爱德华·阿斯纳（X. 1948） – 艾美獎得主， 美國影視演員工會前主席，代表作有《刺杀肯尼迪》、《玛丽·泰勒·穆尔秀》、《卢·格兰特》
- David Auburn （A.B. 1991） – 剧作家；普利策奖和托尼奖的获得者
- 罗杰·伊伯特（X. 1970） – 电影评论家和普利策奖获得者
- Elaine May （A.B. 1953） – 《Nichols and May》的编剧，演员和导演，喜剧演员，获得奥斯卡奖提名的《Heaven Can Wait》和《這個總統真太濫》以及其它代表作《New Leaf》与《The Heartbreak Kid》的导演
- JoAnne Carson – 画家和雕塑家，古根海姆獎得主（2016）
- George R. Ellis （A.B. 1959， M.F.A. 1962） – 作家， 檀香山艺术博物馆的艺术史学家和馆长
- Katherine Dunham （Ph.B. 1936） – 舞者和编舞，国家艺术奖（National Medal of Arts）获得者
- 菲力普·考夫曼 （A.B. 1958） –國家影評人協會獎最佳導演、英国电影学院奖最佳改編劇本获得者；代表作《征空先鋒》、《情陷布拉格》
- Kimberly Peirce （A.B. 1990） – 电影导演；曾导演过《男孩别哭》（其中饰演女主角的希拉里·斯旺克获得奥斯卡最佳女主角奖 和《Stop Loss》
- 迈克·尼科尔斯（X. 1953） – 美國著名導演，執導的電影、電視劇、話劇無數，曾在1967年憑《畢業生》一片贏得奧斯卡最佳導演獎；電影以外，在演藝界其他方面亦贏了不少獎項，包括艾美獎、托尼奖和格林美獎
- Greg Kotis （A.B. 1988） – 托尼奖获奖剧作家
- Rose Kaufman （X. 1959） – 编剧；菲力普·考夫曼 之妻
- Elvin Bishop （X， 1972） – 摇滚音乐家；蓝调界大师
- 安娜·克倫斯基（A.B. 2002） – 演员；曾饰演电影《小鬼初恋》
- 米沙·克林斯（A.B. 1997） – 演员；曾參演24、ER、整容室等電視節目，在CW電視台的電視節目邪恶力量(Supernatural)中飾演天使Castiel而受歡迎
- Joshua Marston （A.M. 1994） – 电影导演，代表作《万福玛丽亚》
- Marilu Henner （X. 1974） – 演员；主演电视剧《的士》
- Peter Marzio – 休斯敦美术馆前馆长
- 麥可·史蒂文斯 – 美國YouTuber、教育家、講師、影片編輯與喜劇演員，知名於創立和主持YouTube頻道「Vsauce」；頻道最初的影片主題多為電子遊戲方面，後來因其影片系列《DOT》大受歡迎而慢慢將頻道的題材轉為科教方面[3]，且集中解釋科學、哲學、文化和錯覺；截至2018年12月6日，該頻道擁有約1400萬訂閱者和15億觀看數。2017年，他創建並主演YouTube Red系列《Mind Field》，同時也與《流言終結者》前共同主持人亞當·薩維奇一起舉辦名叫「Brain Candy Live!」的教學迴演
- 莱斯特·贝尔（A.B. 1926） – 现代主义平面设计师
- Kahane Cooperman （A.B. 1980） – 纪录片和电视制片人[13]
- Jan Crull Jr. （A.M. 1984） – 纪录片制片人
- Jonathan Elliott （Ph.D. 1988） – 古典音乐作曲家
- Irwin Leroy Fischer （A.B. 1924） – 古典作曲家，前美国音乐学院（American Conservatory of Music）院长，前首席管风琴芝加哥交响乐团
- 李奧波德與勒伯 – 涉事案件为最早在美國被稱為「世紀犯罪」的重大刑事案件之一；兩人是後世許多心理學家、病理學家研究的案例；事件後被改編成多部小說、音樂劇、電影、電視劇。其中最經典的作品為1948年亞弗列德·希區考克執導的電影《奪魂索》（Rope）。其他改編電影有1992年《情迷意亂》（Swoon）、2002年《拿命線索》（Murder by Numbers），改編的音樂劇有外百老匯的《令我顫慄》（Thrill Me)
- Fritz Weaver （A.B. 1951） – 演员，代表作《Holocaust》、《Fail-Safe》、《Black Sunday》
- Tucker Max （A.B. 1998） – 网红和《纽约时报》畅销书作者
- Alyce Frank （1950） – 艺术家
- Leon Golub （A.B. 1942） – 艺术家
- Daryl Hine （Ph.D 1967） – 加拿大诗人和翻译家
- Wolf Kahn （A.B. 1950） – 艺术家
- Aaron Lipstadt （A.B. 1974） – 导演
- Rebecca Jarvis （A.B. 2003） – 《飛黃騰達》第四季季军
- Sheldon Patinkin （A.B. 1953） – theater director
- Dan Peterman – 艺术家
- Bernard Sahlins （A.B. 1943） – 第二城市喜剧团（The Second City comedy troupe）联合创始人
- Paul Sills （A.B. 1951） – 第二城市喜剧团（The Second City comedy troupe）联合创始人
- 海登·施拉兹伯格 （A.B. 2000） – 編劇，代表作《豬頭漢堡飽》
- Eddie Shin （A.B. 1998） – 演员
- Gavin Williamson – 大键琴演奏家
- Arthur Zegart – 纪录片制作人[14]

## 运动员
- 蕭華（J.D. 1988） – NBA總裁；曾任大衛·斯特恩的特別助理，NBA高級行政長官，副總裁；2003年被《時代雜誌》和CNN列為全球最具影響力的商務人士之一
- Craig Robinson （M.B.A. 1992） – 俄勒冈州立大学前男篮主教练；米歇尔·奥巴马的哥哥
- Milton "Mitt" Romney – 芝加哥熊队的足球运动员；大学篮球教练；前密歇根州州长乔治·W·罗姆尼的表弟
- Henry Adkinson – 聖路易紅雀队的美国职棒大联盟球员[15]
- Jay Berwanger （A.B. 1936） – 第一个海斯曼奖得主
- Willie D. Davis （M.B.A. 1968） – 职业足球运动员和前大学董事会成员[16]
- 伍佩琴 （A.B. 1990） – 美国职棒大联盟中的洛杉矶道奇队的官员；曾代表芝加哥白袜队出席Alex Fernandez薪水仲裁案例，当时是各大体育职业联盟史上最年轻，也是第一位负责此类案例的女性；1997年她在29岁时以总经理助理身份加入纽约洋基队，为史上最年轻者；2001年她以总经理助理身份加入洛杉矶道奇队

## 企业
- 朱长虹（Ph.D 1998） – 中国国家外汇管理局首席信息官，管理着中国3.8万亿美元的外汇储备[17]
- 薩蒂亞·納德拉 （M.B.A. 1997） – 微軟公司现任首席执行官
- Martin Nesbitt （M.B.A. 1991） – 巴拉克·奥巴马2008年总统竞选活动的财务主管；机场外停车公司The Parking Spot的CEO
- John Opel （M.B.A. 1949） – IBM总裁（1974–1983）； IBM首席执行官（1981–1985）； IBM董事长（1983–1986）
- Nassef Sawiris （A.B. 1982） – Sawiris家族的亿万富翁； Orascom Construction的首席执行官；非洲第六富豪
- 彼得·喬治·彼得森 （M.B.A. 1951） – 亿万富翁；黑石集团联合创始人；彼得·乔治·彼得森基金会创始人；曾经担任尼克松内阁的美国商务部长。
- 大卫·洛克菲勒（Ph.D. 1940） – 亿万富翁；大通银行（Chase）董事长（1969–81）； 前大学董事会成员
- David Rubenstein （J.D. 1973） – 亿万富翁；凯雷集团联合创始人
- Cliff Asness （M.B.A， Ph. D.） – 亿万富翁；AQR Capital（一个全球投资管理公司）创始人
- John Liew （BA 1989， MBA 1994， PhD 1995） – 亿万富翁；AQR Capital联合创始人
- William E. Conway Jr. （MBA） – 亿万富翁；凯雷集团联合创始人
- 詹姆斯·麦肯锡 （B.Phil 1917， M.A. in Commerce 1919） – 麦肯锡公司创始人
- David G. Booth （M.B.A. 1971） – 亿万富翁、慈善家、 Dimensional Fund Advisors联合首席执行官兼联合创始人
- Stephen A. Jarislowsky （M.A. 1946） – 亿万富翁；Jarislowsky Fraser Limited（加拿大最大的投资管理公司之一）的创始人
- Álvaro Saieh （AM’76， PhD’80） – 亿万富翁；CorpGroup主席；智利第七大富翁
- Roger Altman （M.B.A. 1969） – Evercore的创始人兼高级董事长，美国财政部副部长
- Evan Sharp （A.B. 2005） – 亿万富翁；Pinterest联合创始人兼首席创意官
- 白川方明 （M.A. 1977） – 日本银行前行长；G30现任成员
- Rex Sinquefield （MBA） – 亿万富翁；Dimensional Fund Advisors联合创始人
- Marcel Erni （M.B.A. 1991） – 亿万富翁，Partners Group AG联合创始人，该公司是瑞士一家全球性私募股权公司，管理着940亿美元的资产，包括私募股权，私人基础设施，私人房地产和私人债务
- 崔泰源 （Ph.D. 1989） – 大韩民国商人、亿万富翁，第三大财阀SK集团会长和首席执行官，2019年净资产32亿美元； 前韩国总统盧泰愚的女婿[18]
- 具本茂（M.B.A.） – 亿万富翁；韩国企业家，LG集团第3任会长，第2任会长具滋暻长子，创始人具仁会的长孙
- 拉里·埃里森 （无学位） – 亿万富翁；甲骨文公司（Oracle）的共同創始人和CEO；美国加利福尼亚最有钱的人；根據2013年福布斯雜誌的統計，他的個人資產高達430億美元，居世界第5位。在2019年美國400富豪榜以650億美元的資產，排名第5名；2020年4月，《富比士》公佈的全球富豪榜，埃里森以淨資產590億美元，排名第5名。
- Robert Steel （M.B.A. 1984） – 高盛集团前副主席；美国财政部内政部前副部长；Wachovia银行首席执行官（2008年至今），按总资产计算，Wachovia在2008年被Wells Fargo and Company收购之前，是美国第四大银行控股公司
- Jon Winkelried （A.B. & M.B.A. 1982） – TPG资本首席执行官和高盛集团前首席运营官
- Andrew Alper （A.B. 1980， M.B.A.， 1981） – 纽约市经济发展公司总裁，高盛公司历史上最年轻的合伙人，大学董事会成员
- 尤金·法马 （Ph.D. 1964） – 專長於现代投资组合理论與資產定價理論，因提出“有效市场假说”闻名；被称为 “现代金融之父”；2013年諾貝爾經濟學獎得主
- Daniel Doctoroff （J.D. 1984） – 彭博有限合夥企業总裁；前纽约市副市长，迈克尔·布隆伯格为当时纽约市长
- Arnold W. Donald （M.B.A. 1980） – 嘉年華公司CEO，全球最大的郵輪公司
- 帕特里克·布朗（AB 1976， PhD 1980， MD 1982） – Impossible Foods公司（一个致力于开发基于植物的肉制品替代品的公司）首席执行官和创始人；2000年美国国家科学院分子生物学奖得主
- Jacob A. Frenkel （M.A.， Ph.D.） – 摩根大通集团国际董事长；前G30董事会主席；芝加哥大学前国际经济学教授；以色列银行前行长
- Agustín Carstens （Ph.D. 1985） – 国际清算银行行长；墨西哥银行前行长；G30现任成员
- Paul G. Blazer （A.A. 1915） – 亚什兰炼油公司（亚什兰集团）创始人
- Brady Dougan （A.B. 1981， M.B.A.， 1982） – 瑞士信贷第一波士顿（CSFB）CEO，其母公司瑞士信贷集团是瑞士第二大的银行；苏黎世瑞士信贷集团当选首席执行官（2007年5月开始）；华尔街最年轻的首席执行官（2004）
- Michael Larson （M.B.A. 1981） – Cascade Investment的首席投资官，比尔·盖茨及其基金会的投资能手
- John S. Watson （M.B.A. 1980） – 雪佛龙公司董事长兼首席执行官，世界最大的跨國能源公司之一
- 比尔·布劳德（A.B. 1985） – Hermitage 资本管理公司（Hermitage Capital Management）的首席执行長兼联合创始人，該公司的投資基金曾一度是俄罗斯最大的外国有價證券投资者； 2009年，一位名為谢尔盖·马格尼茨基的俄罗斯律师兼审计师在狱中死亡，他曾代表威廉·费利克斯·布劳德的公司，并对与此相关的大规模税务进行了调查，游说美國国会通过《馬格尼茨基人權問責法》；2017年7月，布劳德向美国参议院司法委员会作证，指控俄罗斯利用华盛顿特区的人员干预2016年美国总统选举
- Daniel Ivascyn （M.B.A. 1998） – 太平洋投资管理有限公司（Pacific Investment Management Company, LLC，简称PIMCO）的CIO；PIMCO是最大的投资管理公司之一，积极为中央银行管理超过1.92万亿美元的资产
- Emmanuel Roman （M.B.A. 1987） – PIMCO的CEO
- John Studzinski （M.B.A.， 1980） – PIMCO副主席，黑石集团前副主席，欧洲投资银行前负责人，摩根士丹利副董事长
- J. Patrick Doyle （M.B.A. 1988） – 達美樂披薩总裁和CEO，全球销量最大的比萨饼销售商（2018年）
- Debra Cafaro （JD 1982） – Ventas, Inc.的董事长兼首席执行官，匹兹堡企鹅的少数股东
- Robert Barnett （J.D. 1971） – Williams＆Connolly LLP律师事务所（2019年被评为全美国最难进入的律师事务所）的合伙人
- Joseph Neubauer （M.B.A. 1965） – 爱玛客董事长兼CEO； 爱玛客是一家美国管理服务公司，为各行业提供食品服务，总部位于费城，2018年时为财富美国500强第27大公司
- Timothy E. Hoeksema （M.B.A. 1977） – 中西部航空（Midwest Airlines）创始人
- Mark Hoplamazian （M.B.A. 1989） – 凱悅酒店集團CEO（2006至今）
- L. Gordon Crovitz （A.B. 1980） – 《华尔街日报》的发行人
- 蘇珊·瓦格納 （M.B.A. 1984） – 美國投資管理公司贝莱德（BlackRock）联合创始人，前副董事长兼首席运营官
- Scott Griffith （M.B.A. 1990） –  ZipCar公司CEO（2003至今），美国一家汽车共享公司，隶属安飛士·百捷集團（為美國一家經營汽車租賃的大型跨國集團，至2011年第一季為止，該集團在北美洲、澳大利亞及紐西蘭等地區的市場佔有率皆為第一）的子公司
- Gary Hoover – Bookstop Inc.和Hoover's的创始人；Bookstop Inc.是德克萨斯州的一家书店连锁店，曾经是美国第四大书店连锁店。1989年，美国最大的零售連鎖書店巴諾書店收购了该公司，随后Bookstop Inc.成为了巴諾書店的子公司；Hoover's原是美国商业研究公司，通过其主要产品平台“ Hoover's”提供有关公司和行业的信息，2003年被邓白氏收购，并作为全资子公司经营了一段时间[19]
- Patrick Spain （A.B. 1974） – Hoover's公司和HighBeam Research公司的创始人
- Bart Becht （M.B.A. 1982） – 利洁时CEO，利洁时2016年2月市值達560億美元，2010年7月21日以25.4億英镑價格收購擁有杜蕾斯和爽健的英國SSL集團，2017年2月10日斥資166億美元收購嬰兒食品生產商美贊臣，2017年7月19日 美国最大调味品制造商味好美斥資42億美元收購利潔時旗下食品部門
- Norton Clapp （Ph.B. 1928， J.D. 1929） – 原太空针塔的所有者；大学董事会成员之一
- Diane Garnick （M.B.A. 2012） – 美国教师保险和年金协会-大学退休股票基金（Teachers Insurance and Annuity Association of America-College Retirement Equities Fund）的首席收入策略师（2016至今）
- Anthony Pritzker （M.B.A. 1987） – 普利兹克家族的亿万富翁；普利兹克集团的创始人和执行合伙人
- Nicholas Pritzker （J.D. 1975） – 普利兹克（Pritzker）家族的亿万富翁（普利兹克家族是从事企业家精神和慈善事业的美国家族，也是美国最富有的家族之一）；凯悦集团前总裁；陶氏资本联合创始人
- Donald Pritzker （J.D. 1959） – 普利兹克家族成员；凯悦集团前总裁
- Thomas Pritzker （J.D./M.B.A. 1976） – 普利兹克家族的亿万富翁；普利兹克基金会主席兼CEO；凯悦公司执行主席
- Carlos Langoni （PhD） – 巴西中央銀行前总裁
- Gerald Gidwitz （Ph.B. 1927） – Helene Curtis Industries, Inc.联合创始人
- Kenneth M. Jacobs （B.A. 1980） – Lazard Ltd董事长兼首席执行官；大学董事会成员
- Porter Jarvis （M.B.A. 1932） – 斯威夫特公司（Swift＆Co.）总裁，随后成为董事长，任期为1955-1967年间
- John H. Johnson （X. 1942） – Johnson Publishing Company(JPC)的创始人，Ebony和Jet杂志的出版商
- James M. Kilts （M.B.A. 1974） – 吉列公司董事长，总裁兼首席执行官。2005年10月1日，寶潔正式購併吉列公司，斥資570億美元，是寶潔歷史上最大的收購舉動。合併後，吉列公司不復存在。2007年7月，全球吉列解散，被併購到寶潔公司的兩個子公司Procter & Gamble Beauty和Procter & Gamble Household Care，原本吉列的品牌和產品也被分屬於兩子公司。
- 雪莉·兰辛（Lab 1962） – 美国前女演员；派拉蒙影业集团的前CEO。也曾是20世纪福斯电影公司的制片总裁，是好莱坞史上首位女性电影公司领导人；1996年，雪莉·兰辛成为首位被电影先锋基金会（Foundation of the Motion Picture Pioneers）评选出来的女性“年度先锋”，同时，她也是第一个获得好莱坞星光大道“星型奖章”的女性电影公司负责人；2005年，她又成为第一个在格劳曼中国戏院前留下手印和足印的女性电影公司领袖；2001年，雪莉·兰辛入选《女士家庭期刊》评选的“全美三十大最具权势女性榜”，而在《好莱坞报道》评选的2003年度“百大权力榜”中，她名列第四
- Joe Mansueto （A.B. 1978， M.B.A. 1980） – 亿万富翁；Morningstar, Inc.董事长兼CEO
- Harry Markowitz （A.B. 1947， A.M. 1950， Ph.D. 1955） – 1990年諾貝爾經濟學奬得主；美國著名經濟學家，芝加哥經濟學派的一員，專長於金融經濟學；現代投資組合理論的開創者；與赫布·卡爾（Herb Karr）在1962年創立了加利福尼亞信息中心公司
- 霍华德·马克斯 （M.B.A. 1969） – 亿万富翁；1969年至1978年任职于花旗集团，1978年至1985年担任花旗集团副总裁，1985年加入TCW集团，1995年和其他五位合伙人成立橡树资本管理；此外他还是特许财务分析师证书持有者和一位作家
- Peter Mensch （X 1975， 市场营销硕士） – 摇滚乐經理
- John Meriwether （M.B.A. 1973） – JWM Partners的CEO兼负责人；长期资本管理公司前CEO
- Victor Niederhoffer （Ph.D 1969） – 对冲基金经理
- Ferdinand Peck – 商人和慈善家，以资助芝加哥礼堂大楼而闻名
- 裴熙亮（M.B.A. 1967） – 美国华尔街著名投资银行摩根斯坦利公司的前首席执行官
- Roberta Cooper Ramo （J.D.） – 私人执业律师，美国法律协会主席
- 傑伊·拉蘇洛 （M.B.A. 1984） （AM 1982） – 曾任華特迪士尼公司的高級執行副總裁兼財務長
- 塞缪尔·雷谢夫斯基（A.B. 1934） – 会计；波兰裔美国国际象棋棋手、特级大师；1930年代中期至1960年代中期世界冠军的有力竞争者之一，曾在1948年国际象棋世界冠军赛中获得第三、1953年世界冠军挑战者资格赛中获得并列第二；他还曾经八次夺得美国国际象棋全国冠军（1936年、1938年、1940年、1941年、1942年、1946年、1957年、1969年）。
- Laura Ricketts （A.B. 1994） – 芝加哥小熊队的共同所有人，Lambda Legal（国民权组织，主要关注女同性恋，男同性恋，双性恋和变性者（LGBT）社）区董事会成员，同性恋权利活动家
- Thomas S. Ricketts （A.B. 1988， M.B.A. 1993） – Incapital LLC首席执行官； TD Ameritrade Holding Corporation董事；芝加哥小熊队主席
- Dick Stoken （M.B.A.， 1958） – 战略资本管理主管Lind-Waldock的创始合伙人
- Marion A. Trozzolo （PhB 1947， M.B.A. 1950） – 美国第一家将聚四氟乙烯应用于炊具的制造商

## 教育界
- Christopher L. Eisgruber （J.D. 1988） – 普林斯顿大学第20届校长
- John W. Boyer （A.M. 1969， Ph.D. 1975） – 芝加哥大学本科学院院长
- Howard Wesley Johnson （A.M. 1947） – 麻省理工学院院长 （1966–1971）
- 埃里克·阿什比 – 前剑桥克莱尔学院院长，剑桥大学副校长
- Rebecca S. Chopp （Ph.D. 1983） – 耶鲁神学院前院长；埃默里大学前教务长；斯沃斯莫尔学院前任校长；高露洁大学校长（2002–2009）；丹佛大学现任校长；女权神学家[20]
- David Aaron Kessler （J.D. 1978） – 耶鲁大学医学院前院长；加州大学旧金山医学院院长；前美国食品药品监督管理局局长
- Henry Bienen （A.M. 1962， Ph.D. 1966） – 西北大学校长（1995–2009）
- John Royston Coleman （Ph.D. 1950） – 卡内基-梅隆大学前院长；劳动经济学家哈弗福德学院校长； 《蓝领杂志》的作者； CBS节目Money Talks的主持人
- 马文·伦纳德·戈德伯格（Ph.D. 1948） – 加州理工学院院长（1978–1987）
- Richard C. Atkinson （Ph.B. 1948） – 加利福尼亚大学校长（1995–2003）
- Benjamin Ginsberg （B.A. 1968， A.M. 1970， Ph.D. 1973） – 约翰·霍普金斯大学政治学教授
- Tom Campbell （A.B. 1973， A.M. 1973， Ph.D. 1980） – 加州大学伯克利分校哈斯商学院院长（2002–2008）
- W. G. Hardy （Ph.D. 1922）- 加拿大勋章得主（加拿大的最高平民榮譽勳章）；艾伯塔大学古典学教授，作家，冰球管理员[21][22]
- Santa J. Ono （A.B. 1984） – 不列顛哥倫比亞大學第15届校长兼校长；辛辛那提大学第28届校长
- 卡拉·海登（Ph.D. 1977） – 第十四任美国国会图书馆馆长
- Michael Gerhardt （J.D. 1982） – 北卡罗来纳大学法学院宪法学教授； 参议院司法委员会提名索尼亚·索托马约尔（2009），埃琳娜·卡根（2010）和尼尔·戈拉奇（2017）担任美国最高法院特别法律顾问
- Leo J. O'Donovan （芝加哥大学博士后研究员） – 乔治城大学第47届校长
- Barbara Snyder （J.D.） – 凯斯西储大学大学校长
- Teresa A. Sullivan （Ph.D） –弗吉尼亚大学第八届校长； 社会学家；大学行政人员
- G. Dennis O'Brien （Ph.D.， 1961） – 巴克内尔大学和罗切斯特大学前校长
- Leon Botstein （A.B. 1967） – 巴德学院院长（1975年至今）；美国交响乐团首席指挥
- Clayton Rose （B.A. 1980， M.B.A. 1981） – 鲍登学院院长（2015年至今）
- Clifton Daggett Gray （Ph.D.） – 贝茨学院院长 （1920–1944）
- Peter Dorman （Ph.D. 1985） – 贝鲁特美国大学大学校长（2008年至今）
- Don Patinkin （1922–1995）） – 以色列裔美国经济学家，耶路撒冷希伯来大学校长
- John Alroy （Ph.D. 1994） – UCSB国家生态分析与合成中心的古生物学家和研究员，2007年古生物学学会Charles Schuchert奖
- Marguerite Ross Barnett （A.M. 1966， Ph.D. 1972） – 休斯敦大学第一任非裔女性主席（1990-92年）；密苏里大学第一任非裔美国总理（1986–90）
- Werner A. Baum （Ph.D.） – 威斯康星大学密尔沃基分校第二任校长（1973–1979）和罗德岛大学第七任校长（1968–1973）
- Laird Bell （J.D.） – 律师，芝加哥对外关系委员会主席，芝加哥大学和卡尔顿学院董事会主席
- Aaron Ben-Ze'ev （生于1949） – 以色列哲学家；海法大学校长
- Richard J. Bernstein （A.B.） – 哲学家，新社会研究学院哲学教授，美国哲学学会东部分会前主席
- George W. Bond （M.A. 1923） – 路易斯安那理工大学校长（1928-1936）[23]
- King Virgil Cheek （J.D. 1969） – 邵逸夫大学校长（1969–1971）；摩根州立大学校长（1971–1974）
- May Louise Cowles – 经济学家；研究员，全国家庭经济学研究的倡导者
- Mary Elizabeth Downey – 肖托夸图书馆员学校（Chautau[24]qua School for Librarians）的校长，他在美国西部和中西部建立和推广了图书馆学教育课程
- Norman Ericson （Ph.D.） – 三一国际大学教职员工；圣经学者
- Ward Farnsworth （J.D. 1994） – 德克萨斯大学法学院院长
- Paul Finkelman （Ph.D. 1976） – 格拉茨学院校长（2017年至今）
- Edgar Godbold （Ph.D. 1907） – 美国得克萨斯州布朗伍德市的霍华德·佩恩大学校长（1923-1929）和路易斯安那州派恩维尔的路易斯安那学院校长（1942-1951）[25]
- William Parker McKee （B.Div.， 1887） – 夏默学院第二任校长
- Susan Henking （Ph.D. 1988） – 夏默学院的校长（2012年至今）
- Leo I. Higdon， Jr. （M.B.A. 1972） – 弗吉尼亚大学达顿商学院研究生院院长；巴布森学院院长（1997-2001）；康涅狄格学院院长（2006年至今）；查尔斯顿学院院长（2001年至2006年）
- William E. Holmes – 中央城市学院（entral City College）前任校长；亚特兰大浸信会学院（现在称为莫尔豪斯学院）的教授，已任期25年
- Sheila Miyoshi Jager 1994 （PhD）: 奥伯林学院东亚研究教授[26]
- 罗伯特·基比（Robert Kibbee，硕士，1947年，博士学位，1957年）–纽约城市大学校长
- Werner Krieglstein （Ph.D. 1972） – 教授和哲学家；荣获2008年社区学院人文协会（CCHA）杰出区域人文教育奖和富布赖特学者
- Thomas W. Krise （Ph.D. 1995） – 太平洋路德大学第十三任校长（2012–2017）
- John S. Kyser （本科毕业生） –西北州立大学校长（1954–1966）[27]
- H. Gregg Lewis （A.B. 1936， Ph.D. 1947） – 教授兼劳动经济学家
- Benjamin E. Mays （A.M. 1925， Ph.D. 1935） – 莫尔豪斯学院院长（1940–1967）； 1980年获得美国教育家奖；民权活动家
- Deborah Meier （A.M. 1955） – 纽约和波士顿小型学校的创始人；麦克阿瑟奖获得者
- Jacob （Kobi） Metzer – 经济史学家，教授，以色列开放大学（Open University of Israel）第八任校长
- Herman Clarence Nixon – 教授，南方农业（Southern Agrarians）成员
- Charles W. Nuckolls （A.B. 1979； Ph.D. 1987） - 前杨百翰大学人类学教授
- Dallin H. Oaks （J.D. 1957） – 杨百翰大学前校长
- Edison E. Oberholtzer （A.M. 1915） – 休斯顿大学的创始人兼第一任校长
- Vivian Paley （Ph.B. 1947） – 老师；幼儿教育研究员
- William L. Pollard （Ph.D. 1976） – 梅德加·埃弗斯学院校长（2009年至今）
- Thomas Sakmar （A.B. 化学 1978， M.D. 医学 1982） – 高级医师；洛克菲勒大学教授，前代理校长
- James Monroe Smith （研究生 1922）  – 路易斯安那州立大学校长[28]
- Gerhard Spiegler – 伊丽莎白敦学院前任校长
- Samuel L. Stanley （A.B. 1976） – 斯托尼布鲁克大学（2009–2019）和密歇根州立大学（2019至今）校长
- Vince Tinto – 高等教育领域的理论家，特别是在留学生方面
- David Truman （A.M. 1936， Ph.D. 1939） – 霍利奥克山学院院长（1969–1978）；罗素·塞奇基金会主席（1978–1979）
- Richard R. Wright Jr. – 社会学家;威尔伯福斯大学校长

## 历史学家
- 陆威仪（A.B. 1977， A.M. 1979， Ph.D. 1985） – 斯坦福大学历史系中国文化教授
- 顧立雅 （Ph.B. 1926， A.M. 1927， Ph.D. 1929） – 汉学家；曾任芝加哥大学东方语文系主任、美国东方学会会长、亞洲協會会员等，是西方著名的漢學家，同時也是孔子研究的權威；曾著有《孔子与中国之道》、《孔子真面目》、《从孔夫子到毛泽东的中国思想》、《传说中之孔子》多書；顾立雅的孔子观对现代的欧美人士影响颇大。他的著作，特别是《孔子与中国之道》，一向是西方汉学界孔子研究领域学者的必备参考书。他對中國初期漢學的貢獻亦使芝加哥大學成為西方漢學研究的中心
- Walter A. McDougall （A.M. 1971， Ph.D. 1974） – 宾夕法尼亚大学历史学教授和合金-安辛国际关系学教授；普利策奖获得者（1986）
- Carter G. Woodson （A.B. 1908， A.M. 1908） – 历史学家；黑人历史周（egro History Week1926年）的创始人，后演变为黑人历史月（Black History Month）；民权活动家
- Richard Anthony Parker （Ph.D. 1938） –芝加哥大学的人口统计学研究拉美西斯三世的太平间庙调查主任；布朗大学（Charles Edwin Wilbour）埃及学教授
- William Hardy McNeill （A.B. 1938， A.M. 1939） – 芝加哥大学历史名誉教授； 《西方的崛起：人类共同体的历史（The Rise of the West: A History of the Human Community）》（1963）的作者
- Muhsin Mahdi （A.M.， Ph.D） –哈佛大学阿拉伯语教授；伊拉克裔美国伊斯兰教和阿拉伯主义者；詹姆斯·理查德·杰维特Lawrence M. Friedman （A.B. 1948， J.D. 1951， LL.M. 1953） – 斯坦福大学法学院的马里恩·赖斯
- Irene J. Winter （M.A. 1967） – 古代近东艺术史学家，哈佛大学教授，1993年至96年担任美术系主任；麦克阿瑟奖得主（1983），拉德克利夫奖（2003–04），A. W. Mellon美术讲座讲师（2005）
- Eileen Southern （A.B. 1940， A.M. 1941） – 美国国家人文奖章（2001年）；哈佛大学第一位非洲裔美国女性教授
- Kenneth T. Jackson （A.M. 1963， Ph.D. 1966） – 哥伦比亚大学历史与社会科学教授
- Nicholas Dirks （A.M. 1974， Ph.D. 1981） – Franz Boas历史与人类学教授；哥伦比亚大学艺术与科学副校长
- Anthony Grafton （A.B. 1971， A.M. 1972， Ph.D. 1975） – 著名的文艺复兴时期历史学家，普林斯顿大学大学教授。
- Studs Terkel （Ph.B. 1932， J.D. 1934） – 口述历史学家和广播主持人；普利策奖获得者，《 Good War：二战口述史》（1985年）；美国国家人文奖章（1997）
- Gerhard Weinberg （A.M. 1949， Ph.D. 1951） – 历史学家，第二次世界大战专家；北卡罗来纳大学教堂山分校历史荣誉教授
- Francesca Rochberg （Ph.D. 1980） – 加州大学伯克利分校近东研究杰出教授；麦克阿瑟奖获得者（1982）
- KC Johnson （M.A. 1989） – 布鲁克林学院和纽约城市大学的历史学教授，以揭露杜克曲棍球案件的事实而闻名。（2006年在美国北卡罗来纳州达勒姆市广泛报道的刑事案件，其中杜克大学男子长曲棍球团队的三名成员被指控犯有强奸罪）[29]
- Russell Jacoby （S.M. 1978） – 加州大学洛杉矶分校历史系驻校教授；《最后的知识分子（The Last Intellectuals ）》的作者（1987 [2000]）
- David Fromkin （A.B. 1950， J.D. 1953） – 波士顿大学国际关系，历史与法律大学教授
- Saul K. Padover （Ph.D. 1932） – 纽约大学新社会研究学院的历史学家和政治科学家
- Ovid R. Sellers （A.B. 1904） – 旧约学者和考古学家；在发现死海古卷中发挥了作用
- Paul Finkelman （M.A. 1972， Ph.D. 1976） – 奥尔巴尼法学院校长威廉·麦金莱（William McKinley）杰出法学教授，格拉茨学院（Gratz College）校长；法律历史学家和《至高无上的不公正：国家最高法院的奴隶制（Supreme Injustice: Slavery in the Nation's Highest Court ）》（2018年）的作者
- James L. Fitzgerald （B.A. 1971， M.A. 1974， Ph.D. 1980） – 布朗大学古典学系Purandara Das梵文杰出教授
- Lawrence M. Friedman （A.B. 1948, J.D. 1951, LL.M. 1953）– 柯克伍德（Marion Rice Kirkwood）法学教授；法律历史学家，《美国历史上的犯罪与惩罚（Crime and Punishment in American History）》的作者
- Solange Ashby （PhD 2016）- 埃及学家和新生儿学家
- Allan Berube （X. 1968） – 旧金山同性恋历史项目（现成为同性恋历史协会）的创始人； 1990年出品的《Coming Out Under Fire》（获兰达文学奖（Lambda Literary Award））；麦克阿瑟奖得主
- Antoinette Burton （A.M. 1984， Ph.D. 1990） – 伊利诺伊大学香槟分校全球和跨国研究教授、历史学教授
- 亨利·康马杰 （Ph.B. 1923， A.M. 1924， Ph.D. 1928） – 美国历史学家
- Avery Craven （Ph.D. 1923） – 历史学教授；内战专家
- Frances Gardiner Davenport （Ph.D. 1904） – 《与美国历史及其从属关系相关的欧洲条约（European Treaties Bearing on the History of the United States）》系列的编辑[30]
- Angie Debo （A.M. 1924， international relations） – 俄克拉何马州和美国原住民的历史，着作与《水域仍在奔流：五个文明部落的背叛（And the Waters Still Run: The Betrayal of the Five Civilized Tribes）》（1940）
- Vincent Harding （A.M. 1956， Ph.D. 1965） – 美国宗教和社会学者
- Gertrude Himmelfarb （Ph.D. 1950） – 美国国家人文奖章（National Humanities Medal）得主（2004年）；纽约城市大学历史名誉教授
- John Komlos （Ph.D. 1978） – 慕尼黑大学经济史教授，名誉教授，《经济学与人类生物学（Economics and Human Biology）》杂志创始人
- Judith Walzer Leavitt （Ph.D. 1966） – 威斯康星大学麦迪逊分校医学史系埃默里塔教授，《伤寒玛丽（Typhoid mary）》作者
- John Victor Murra （A.M. 1942， Ph.D. 1956） – 印加帝国杰出的人类学家和研究员
- Rick Perlstein （B.A. 1992） – 《尼克松：总统的崛起（Nixonland: The Rise of a President）》、《美国的崩溃和暴风雨前：巴里·戈德沃特（the Fracturing of America and Before the Storm: Barry Goldwater ）》与《美国共识的破坏（the Unmaking of the American Consensus）》的作者
- Vijay Prashad （A.M. 1990， Ph.D. 1994） – 三一学院南亚历史系主任和国际研究教授； 《更黑暗的国家：第三世界的人民历史（The Darker Nations: A People's History of the Third World）》的作者（2007年）
- Nicolas Rasmussen （A.M. 1986） – 新南威尔士大学历史学教授
- Gertrude Smith （BA 1916， MA 1917， PhD 1921）- 希腊语教授（1933–1961）和古典学系系主任（1934–1961）
- Richard H. Timberlake （Ph.D. 1957）- 经济学家，作家和经济史学家。

## 新闻业
- 珍娜·福蘭納 – 作家和记者，从1925年起担任《纽约客》杂志的巴黎通讯员，直到1975年退休
- 凱瑟琳·葛蘭姆 （A.B. 1938） – 曾任《华盛顿邮报》的社論版記者、《华盛顿邮报》前發行人，被譽為全世界最有影響力的女人、美國最重要的報人之一；她以「活在當下，瞻望未來」的人生態度而知名，她以個人自傳《個人歷史》而榮獲1998年普立茲獎自傳獎
- 西莫·赫許 （A.B. 1958） – 普利策奖获奖调查记者和作家，最著名的是揭露了美萊村屠殺事件，这极大地改变了越南战争的舆论；《纽约客》的经常撰稿人
- Rick Atkinson （A.M. 1976） – 记者兼作家，普利策奖四次获得者
- David Blum （A.B. 1977） – 《乡村之声(the Village Voice）》总编辑（2006年至今）
- David Broder （A.B. 1947， A.M. 1951） – 普利策评论奖获得者（1973年）；《华盛顿邮报》的政治通讯员和专栏作家
- David Brooks （A.B. 1983） – 政治评论员；《纽约时报》专栏作家；《标准周刊》的高级编辑；《PBS新聞一小時》的定期评论员
- Ana Marie Cox （A.B. 1994） – 自由专栏作家，Wonkette博客的创始编辑，美国航空媒体记者
- Roger Ebert （X. 1970） – 普利策电影评论奖得主（1975年）；《芝加哥太阳报》专栏作家
- Thomas Frank （A.M. 1989， Ph.D. 1994） – 《The Baffler》的主编；
- Virginia Graham （A.S. 1934） – 电视新闻记者；塔特-拉比安卡谋杀案（杀案是由加利福尼亚州洛杉矶的文遜家族成员实施的，他们于1969年8月9日至10日谋杀了五人，第二天晚上又谋杀了两人）的起诉证人
- Jan Crawford Greenburg （J.D. 1993） – CBS新闻首席法律记者
- Nathan Hare （A.M. 1957， Ph.D. 1962） – 作者，活动家和社会学家； 《黑人学者（The Black Scholar）》的创刊者，后来被《纽约时报》称为“自危机以来最重要的致力于黑人问题的期刊”
- Daniel Hertzberg （A.B. 1968） – 1988年普利策奖获得者； 《华尔街日报》执行编辑[31]
- Richard Lloyd Jones （LL.B. 1897， LL.M. 1898） – 《塔尔萨论坛报（Tulsa Tribune）》的长期出版商
- Dave Kehr （A.B. 1975） – 《纽约时报》电影评论家
- Sarah Koenig （A.B. 1990） – 屡获殊荣的《串行（Serial）》播客的创作者
- Tal Kopan （A.B.） – CNN的政治记者
- Harvey Levin （J.D. 1975） – TMZ的执行编辑
- Roderick MacLeish （A.B. 1947） – 美国国家公共广播电台政治评论员；记者和作家
- John G. Morris （A.B. 1937） – 《生活（Life）》，《女士之家杂志（ Ladies' Home Journal）》，《华盛顿邮报》，《纽约时报》，《国家地理》杂志的照片编辑
- Greg Palast （A.B. 1974， M.B.A. 1976） – 调查记者
- John Podhoretz （A.B. 1982） – 《国家评论》，《纽约邮报》和《标准周刊》的保守评论员
- Joshua Cooper Ramo （A.B. 1992） – 《时代》杂志前外国编辑；基辛格协会（Kissinger Associates）常务董事
- David E. Reed （A.B. 1946） – 《读者文摘》流动编辑；《斯坦利维尔的111天（111 Days in Stanleyville）》（1965年）、《越南战线（Up Front in Vietnam）》（1967）、《拯救人质（Save the Hostages）》（1988）的作者
- Emmett Rensin – 《洛杉矶时报》舆论博客、《今日美国》，《沙龙（Salon）》，《新共和》周刊和《洛杉矶书评（Los Angeles Review of Books）》的撰稿人
- 爱德华·罗斯坦（Ph.D. 1994） – 《纽约时报》的文化评论家；《新共和》周刊和《纽约时报》的前音乐评论家
- Nate Silver （A.B. 2000） – sabermetrician and inventor of PECOTA賽伯計量學家、 投手经验比较与优化测试算法（Player Empirical Comparison and Optimization Test Algorithm，PECOTA）的发明者； 棒球招股书作家； FiveThirtyEight创始人
- 羅伯特·史威爾斯（A.B. 1947） – 著名書評人，《紐約書評》的創辦人，擔任《紐約書評》的編輯超過五十年
- Brent Staples （A.M. 1976， Ph.D. 1982） – 《纽约时报》编辑作家（1990年至今）；回忆录《平行时光：黑白共成长（Parallel Time: Growing Up in Black and White ）》（1994年），获得阿尼斯菲尔德-沃尔夫图书奖（Anisfield-Wolf Book Award）。
- Bret Stephens （A.B. 1995） – 《华尔街日报》的外交事务专栏作家和副主编； 2013年普利策评论奖获奖者
- Ray Suarez （A.M. 1993） – 美国半岛电视台（Al Jazeera America）内幕故事主持人，曾在《PBS新聞一小時》担任资深记者
- Kenneth Allen Taylor （Ph.D. 1984） – 广播节目“哲学演讲”的共同主持人；斯坦福大学哲学教授
- Neda Ulaby （A.M. 1996） – 全国公共广播电台记者

## 文学界
- 穆旦（A.M. 1951） – 中国著名诗人和翻译家，亦是九叶诗派成员之一
- 詹姆斯·T·法雷爾（X. 1929） – 小说家、短篇小说家、记者、旅行作家、诗人和文学评论家；代表作是《斯塔茲朗尼根三部曲》，曾入選20世紀百大英文小說
- 凱瑟琳·葛蘭姆 （A.B. 1938） – 作者，普利策奖获得者
- 苏珊·桑塔格 （A.B. 1951） – 美国著名的作家和评论家、著名的女权主义者，她被认为是近代西方最引人注目、最有争议性的女作家及评论家之一； 美国著名的作家和评论家、著名的女权主义者，她被认为是近代西方最引人注目、最有争议性的女作家及评论家之一；麦克阿瑟奖得主
- 乔治·史坦纳 （A.B. 1948） – 文学评论家；剑桥大学丘吉尔学院的特别研究员
- 卡尔·范·韦克滕 （1903） – 《黑鬼天堂（Nigger Heaven ）》等小说作家和多产的肖像摄影师
- Herman Voaden （X） – 剧作家和社会活动家
- 罗伯特·梅纳德·波西格（未毕业） – 哲学家； 最著名的作品是1974年所著的《禅与摩托车维修艺术》
- 库尔特·冯内古特（A.M. 1971） – 美国作家，黑色幽默文学代表人物之一
- 索尔·贝洛（X. 1939） – 1976年诺贝尔文学奖、普利策奖获得者。索尔·贝洛的代表作為《洪堡的礼物》
- 艾伦·布鲁姆 （Ph.B. 1949， A.M. 1953， Ph.D. 1955） – 作家
- 史坦林·諾斯 （A.B. 1929） – 美國文學作家；日本經典動畫《浣熊拉斯卡爾》正是由其知名著作《我昔日的拉斯卡爾》所改編而成
- 羅伯特·庫佛 （A.M. 1965） – 撰寫長短篇小說的美國作家，布朗大學的文藝系榮譽教授
- 欧内斯特·卡伦巴赫（Ph.B. 1949， A.M. 1953） – 作家
- 菲利普·罗斯 （A.M. 1955） – 作家；普利策奖和美国国家艺术奖得主
- 理查德·罗蒂（A.B. 1949， A.M. 1952） – 斯坦福大学哲学与比较文学教授；麦克阿瑟奖得主
- 李科克 （Ph.D. 1903） – 加拿大幽默作家、麦吉尔大学政治经济系主任，經濟學家
- Paul C. Borgman （Ph.D. 1973） – 宗教作家和教授
- Dmitri Borgmann （Ph.B.） – 作家
- Jessica Abel （A.B. 1991） – 漫画作家和艺术家
- Alice C. Browning （Ph.B. 1931） — 作家，《黑人故事（Negro Story）》的编辑（1944–1946）
- Bonnie Jo Campbell （A.B. 1984） – 小说家和短篇小说家
- Paul Carroll （A.M. 1952） – 诗人
- Hayden Carruth （A.M. 1947） – 美國國家圖書诗歌獎获得者
- Will Cuppy （Ph.B. 1907， A.M. 1914） – 幽默文学作家
- Sebastian de Grazia （A.B. 1944， Ph.D. 1948） – 普利策奖得主
- Caitlin Doughty – 禮儀師、 作者；提倡人们接受死亡
- Phyllis Eisenstein – 科幻小说、奇幻小说作家
- Joseph Epstein （A.B. 1959） – 散文家，文学评论家和短篇小说家
- Richard Garfinkle （X. 1980） – 科幻小说和奇幻小说的作者，《神圣事物（Celestial Matters）》的作者
- 保罗·古德曼 （Ph.D. 1954） – 社会评论家
- Gerald Graff （A.B. 1959） – 现代语言协会（Modern Language Association）当选主席（2008）
- Sam Greenlee （1954–57） – 作家，《坐在门口的幽灵（The Spook Who Sat by the Door）》的作者
- Bette Howland （A.B. 1955） – 作家，文学评论家，麦克阿瑟奖得主[32]
- Fenton Johnson – 诗人
- Cyril M. Kornbluth – 科幻小说作者
- Patrick Larkin （A.B. 1982） – 间谍，军事和历史惊悚小说的作者
- Luis Leal （A.B. 1941， Ph.D. 1950） – 文学学者，国家人文奖章获得者
- Seth Lerer （Ph.D. 1981） – 前斯坦福大学教授；加利福尼亚大学圣地亚哥分校艺术与人文系主任（2009-2014年）
- Naomi Lindstrom （A.B. 1971） – 拉丁美洲文学评论家
- Jackson Mac Low （A.A. 1943） – 诗人，华莱士·史蒂文斯奖获得者
- Norman Maclean （Ph.D. 1940） – 威廉·雷尼·哈珀（William Rainey Harper）芝加哥大学英语教授，《一条河流贯穿其中（A River Runs Through It）》的作者
- Tom Mandel – 当代诗人，其作品经常与语言诗人联系在一起
- Campbell McGrath （A.B. 1984） – 诗人，麦克阿瑟奖得主
- Susan Murphy-Milano （B.A. 1981） – 非小说作家；为受害者维权者
- Norman Panama （A.B. 1936） – 编剧兼电影导演
- Sara Paretsky （A.M. 1969， M.B.A. 1977， Ph.D. 1977） – 犯罪小说家
- Elizabeth Peters （Ph.B. 1947， A.M. 1950， Ph.D. 1952） – 神秘作家
- Joseph G. Peterson （A.B. 1988） – 作者和诗人
- Edouard Roditi – 作家和翻译[33]
- Leo Rosten （Ph.B. 1930， Ph.D. 1937） – 幽默文学作家
- Aram Saroyan （X c.1965） – 美国小说家、作家，代表作包含描述美國猶太人生活的小說《再见，哥伦布》，並獲得美國國家圖書獎的肯定；1969年因《波特諾伊的怨訴》逐漸成名，這本小說也入選《時代雜誌》百大最佳小說
- John Scalzi （B.A. 1991） – 小说家
- Susan Fromberg Schaeffer （B.A. 1961， M.A. 1963， Ph.D. 1966） – 小说家，诗人和教授
- Edward F. Wente （Ph.D. 1959） – 教授；埃及学家
- Yvor Winters （attended） – 诗人与评论家[34]
- Marguerite Young – 小说家和诗人

## 数学家
- 乔治·戴维·伯克霍夫 （Ph.D. 1907） – 博谢纪念奖得主
- 理查德·衛斯里·漢明 （B.S. 1947） – 圖靈獎得主 (1968)，美國電腦協會（ACM）的創立人之一，曾任該組織的主席
- 艾沙道尔·辛格（Ph.D. 1955） – 阿贝尔奖得主，因1962年与英国数学家迈克尔·阿蒂亚合作提出阿蒂亞－辛格指標定理而闻名，该定理奠定了纯粹数学与理论物理学一种新的相互作用；1982年，在担任加州大学伯克利分校教授期间，与陈省身、卡尔文·C·辛格共同创立了美国国家数学科学研究所（MSRI）
- 桑德斯·麥克蘭恩 （A.M. 1931） – 與塞缪尔·艾倫伯格一同創立範疇論的研究
- 保罗·寇恩（S.M. 1954， Ph.D. 1958） – 凭借连续统假设的独立性证明于1966年获得菲尔兹奖章
- Alberto Calderón （Ph.D. 1950） – 联合创立了芝加哥数学分析学派；获得了博歇纪念奖，沃尔夫奖和美国国家科学奖章
- 約翰·格里格斯·湯普森 （Ph.D. 1959） – 最有名的工作是有限群研究，證出了著名的法伊特-湯普森定理：奇数阶群都是可解群，他对逆伽羅瓦問題亦有重要貢獻；菲爾茲獎得主；沃尔夫数学奖得主；阿贝尔奖得主；德摩根奖章获得者；西尔维斯特奖章获得者；美国国家科学奖章得主
- 周炜良（B.A. 1931） – 华裔数学家，代数几何研究领域的主要代表人物之一。由他引入的周形式、周环及周坐标在圈内知名度很高
- 奧斯瓦爾德·維布倫（Ph.D. 1903） – 美國數學家、幾何學家暨拓撲學家，他的研究應用在原子物理學和相對論；他在1905年證明了若爾當曲線定理
- 埃利亚斯·施泰因（Ph.D. 1959）- 在2011年曾被奥巴马总统任命为联邦储备委员会理事；调和分析的领军人物之一，自1963年至去世一直担任普林斯顿大学的数学教授；1984年和2002年获得斯蒂尔奖，于1993年获得肖克奖，于1999年获得沃尔夫奖，于2001年获得美国国家科学奖章。此外他还是美国国家科学院院士；2005年获得伯格曼奖以表彰他在实分析、复分析以及调和分析领域的贡献。2012年成为美国数学学会会士
- Gilbert Ames Bliss （Ph.D. 1900）
- Abraham Adrian Albert （B.S. 1926， S.M. 1927， Ph.D. 1928）
- William Dembski （Ph.D. 1988）
- David Eisenbud （Ph.D. 1970）
- Bernard Galler （Ph.D. 1955）
- Murray Gerstenhaber （MA and Ph.D. 1951） – 数学家和律师
- Thomas W. Hungerford （Ph.D. 1963）
- John Irwin Hutchinson （Ph.D. 1896）
- Richard Lyons
- Anil Nerode （Ph.D. 1956）
- George W. Whitehead （Ph.D. 1941）
- Dudley Weldon Woodard （M.S. 1907）[35]

## 医药界
- 罗伯特·查尔斯·加洛（住院医师 1963–1965） – 发现了第一个人类逆转录病毒——人類嗜T淋巴球病毒一型，以及嗜人T细胞病毒2型病毒[36]
- 莫里斯·希勒曼（Ph.D. 1941） – 曾发明了超过40种疫苗，分别针对麻疹、流行性腮腺炎、甲型肝炎、乙型肝炎、水痘、脑膜炎、肺炎和流感嗜血杆菌等疾病或病原体。希勒曼被认为是历史上最成功的疫苗学家
- 珍妮特·戴維森·羅利 （Ph.B. 1944， S.B. 1946， M.D. 1948） – 发现费城染色体易位的机制，這是一种与某些白血病相关的遗传异常，即9号染色体长臂与22号染色体断臂进行相互易位，此發現使她成为肿瘤细胞遗传学的研究先驱；罗利于1996年获盖尔德纳国际奖，1998年获国家科学奖章、拉斯克临床医学研究奖等
- Donald Hopkins （M.D. 1966） – 麦克阿瑟奖得主（1995）； 美国疾病控制中心（CDC）代理主任（1985年）[37]
- John D. Hunter （Ph.D. 2004） – 神经生物学家
- Sarah H. Kagan – 露西·沃克（Lucy Walker）宾夕法尼亚大学老年医学护理名誉教授；麦克阿瑟奖得主 （2003）
- Leon Kass （S.B. 1958， M.D. 1962） – 总统生物伦理委员会（resident's Council on Bioethics）主席；艾迪·克拉克·哈丁（Addie Clark Harding）社会思想委员会教授；美国企业研究院社会思想学赫托格研究员
- Joseph Ransohoff （M.D. 1941） – 神经外科领域的先驱；第一个重症监护室的创始人；纽约大学医学中心神经外科主任
- Maurice H. Rees – 医学教育家，科罗拉多大学医学院院长（1925-1945年）
- Esther Somerfeld-Ziskind – neurologist and psychiatrist
- Samuel Stanley （M.D.）– 免疫学家，生物医学研究员，石溪大学第五任校长
- David Talmage – 医学教授，发现了克隆选择理论

## 宗教人士
- 雅罗斯拉夫·帕利坎 （Ph.D. 1946） – 美國總統比爾·柯林頓曾邀請帕利坎加入總統藝術及人文委員會（英文：President's Committee on the Arts and Humanities ）；帕利坎曾獲頒多達42個來自不同大學的榮譽博士；他又被委任為安嫩伯格基金會（英文：Annenberg Foundation）民主機構項目（英文：Institutions of Democracy Project ）的學者總監；2004年和保羅·利科共同獲得克魯格人文與社會科學終身成就獎；基督教思想史学家；耶鲁大学历史教授；《基督教传统：主义发展史（The Christian Tradition: A History of the Development of Doctrine）》作者
- David Novak （A.B. 1961） – 多伦多大学的犹太法律理论家；传统犹太教研究所的创始人；盟约权利的作者
- M. Craig Barnes （Ph.D. 1992） – 普林斯顿大学神学院院长
- Mordecai Waxman （A.B. 1937） – 猶太教保守派的拉比，负责美国犹太人和教皇若望保祿二世在1987年的公开对话
- Jeffrey Kaplan （Ph.D. 1993） – 威斯康星大学奥什科什分校宗教学副教授
- Douglas Laycock （J.D.） – 弗吉尼亚大学法学院教授，宗教自由专家
- George Ricker Berry （Ph.D. 1895） – 符号学者，作家，考古学家，高露洁-罗切斯特神学院（Colgate-Rochester Divinity School）的名誉教授
- Nigel Biggar （A.M. 1980， Ph.D. 1986） – 牛津大学雷吉斯道德与牧神学（Moral and Pastoral Theology）教授
- Jonathan Butler （Ph.D. 1975） – 宗教史学家，基督复临安息日会讲师
- Donald Eric Capps （M.A. 1966， Ph.D. 1970） – 学者，牧神学教授
- Jesse Lee Cuninggim – 卫理公会牧师，南方卫理公会大学宗教教育系主任，并将斯嘉丽学院（Scarritt College）从密苏里州堪萨斯城迁至田纳西州纳什维尔，担任该学院校长
- Frederick William Danker （Ph.D） – 新约词典编纂者；鲍尔词典（Bauer's Lexicon）的编辑；协同神学院，塞米内克斯学院（Seminex）和芝加哥路德教会神学院（Lutheran School of Theology at Chicago）的教授[38]
- Mary Ann Glendon （A.B. 1959， J.D. 1961， L.L.M. 1963） – 宗座社会科学院院长（教皇最高级别的女性顾问）；哈佛大学法学院法学教授；总统生物伦理委员会（President's Council on Bioethics）成员
- Andrew Greeley （A.M. 1961， Ph.D. 1962） – 国家民意研究中心（National Opinion Research Center）高级研究主任；罗马天主教神父；社会学家；畅销小说家
- Charles Richmond Henderson （Old University A.B. 1870） – 宗教社会学家，美国国家监狱协会（National Prison Association）主席
- Don Wendell Holter （Ph.D. 1934） – 加勒特神学院（ Garrett Theological Seminary）的教会历史与宣教教授；圣保罗神学院（Saint Paul School of Theology）的创始会长；聯合循道會的主教
- Vernon Johns – 民权活动家，德克斯特大街浸信会教堂（Dexter Avenue Baptist Church）牧师
- Jeffery D. Long （A.M. 1993， PhD 2000） – 印度教专家和《印度教理想：超越印度教民族主义（Hinduism: Beyond Hindu Nationalism）》的作者[39]
- Martin Marty （Ph.D. 1956） – 美国国家人文奖章（National Humanities Medal）得主（1997）； 非宗派宗教研究中的著名人物
- Ingrid Mattson （Ph.D. 1999） – 北美伊斯兰学会（Islamic Society of North America）首位女主席；哈特福德学院宗教教授
- Thomas J. J. Altizer （A.B. 1948， A.M. 1951， Ph.D. 1955） – 认为“神已死”的神学家
- John Warwick Montgomery （Ph.D. 1962） – 律师、神学家和学者；以他在基督教辨惑學领域的工作而闻名[40]
- Dallin H. Oaks （J.D. 1957） – 使徒；耶稣基督后期圣徒教会（Quorum of the Twelve Apostles，简称LDS教会）十二使徒成员

## 社会科学界
- 保羅·薩繆爾森（A.B. 1935） – 麻省理工学院教授；诺贝尔经济学奖得主，第一位得到諾貝爾經濟學獎的美國學者（1970）；1996年得到美国国家科学奖章
- 尤金·法马（Ph.D. 1964） – 美国经济学家；因為對資產價格實證分析方面的貢獻，與拉尔斯·彼得·汉森、羅勃·席勒共同獲得2013年諾貝爾經濟學獎；為芝加哥經濟學派成員之一；專長於现代投资组合理论與資產定價理論，因提出“有效市场假说”闻名；现任教于芝加哥大学布斯商学院
- 保罗·拉比诺（A.B. 1965， A.M. 1967， Ph.D. 1970） – 加利福尼亞大學柏克萊分校教授，主要作品有《PCR传奇：一个生物技术的故事》（Making PCR: A Story of Biotechnology）、《摩洛哥田野作业反思》（Reflections on Fieldwork in Morocco）等
- 塞繆爾·P·亨廷頓 （A.M. 1948） – 哈佛大学政府学教授；以《文明冲突论》闻名于世，认为21世纪國際政治的核心政治角力是在不同文明之间而非国家之间
- 哈洛德·英尼斯 – 多伦多大学传播学院的创立者；加拿大多倫多大學政治經濟學教授，投身媒體、傳播理論和加拿大經濟史研究工作
- 羅伯特·阿克塞爾羅 （A.B. 1964） – 麦克阿瑟奖得主（1990）； 密歇根大学公共政策教授
- 麦克·布洛维 （Ph.D. 1976） – 加州大学伯克利分校社会学教授
- 厄文·高夫曼 （A.M. 1949， Ph.D. 1953） – 宾夕法尼亚大学和加州大学伯克利分校前社会学教授；第73任美國社會學會理事長；代表作為《日常生活中的自我呈現》、《精神病院》和《污名：管理受損身份的筆記》（Stigma: Notes on the Management of Spoiled Identity）；高夫曼曾被譽為「20世紀最具影響力的美國社會學家」。2007年，《泰晤士報高等教育指南》（The Times Higher Education Guide）將高夫曼列為著作最常被引用的人文學者或社會科學家第6名
- 保罗·艾克曼 – 美国心理学家，是研究情绪和面部表情的先驱；他被认为是二十世纪最杰出的100位心理学家之一；加州大学旧金山分校名誉教授
- 伦纳德·布龙菲尔德 – 领导结构语言学发展的语言学家；他1933年出版的教科书具有重大影响，完整地描述了美国结构语言学，他为印欧历史语言学、南岛语系、描述阿尔冈昆语族的研究做出了重要贡献
- 邹至庄 （A.M. 1952， Ph.D. 1955） – 美国华裔经济学家；美国普林斯顿大学政治经济学教授和经济学名誉教授；中央研究院院士。
- 華特·歐伊（Ph.D. 1961） – 著名經濟學家；美国文理科学院院士、羅徹斯特大學經濟學教授；他雙目全盲，專長於勞動經濟學
- Howard S. Becker （Ph.B. 1946， A.M. 1949， Ph.D. 1951） – 西北大学和加利福尼亚大学圣巴巴拉分校前社会学教授
- 愛德文·蘇哲蘭（Ph.D. 1913） – 美国20世紀社會學家（屬於芝加哥社會學派）與犯罪學家，被稱為美國的犯罪學之父；除了研究職業竊盜外，還提出了白領犯罪的概念，以及20世紀在犯罪學界影響深遠的差別接觸理論；印第安纳大学前社会学教授
- 约翰·布罗德斯·华生（Ph.D. 1903） – 通过动物行为研究而创立了心理学行為主義学派，強調心理學是以客觀的態度去研究外在可觀察的行為；他还进行了有争议的“小艾伯特实验”
- Janet L. Abu-Lughod （A.B. 1947， A.M. 1950） – 新社会研究学院（New School for Social Research）社会学教授
- Guillermo Algaze （A.M. 1979， Ph.D. 1986） – 麦克阿瑟奖得主（2003）； 加利福尼亚大学圣地亚哥分校人类学教授[41]
- Anne Allison （A.M. 1979， Ph.D. 1986） – 杜克大学文化人类学教授
- Alfred C. Aman， Jr. （J.D. 1970） – 行政法教授；作家；印第安纳大学毛勒法学院布卢明顿和萨福克大学法学院（Indiana University Maurer School of Law - Bloomington and Suffolk University Law School）院长
- Elijah Anderson （A.M. 1972） – 耶鲁大学社会学教授
- Arjun Appadurai （A.M. 1973， Ph.D. 1976） – 纽约大学媒体，文化与传播教授
- Walter Berns （A.M. 1951， Ph.D. 1953） – 美国国家人文奖章得主（2005年）；乔治城大学名誉教授
- Lorenzo Bini Smaghi （Ph.D. 1988） – 欧洲中央银行执行委员会（Executive Board of the European Central Bank）委员；经济学家
- Sophonisba Breckinridge （JD， 1904） – 芝加哥大学艺术、文学与科学学院院长
- Keiichiro Kobayashi （Ph.D. 1998） – 慶應義塾大學经济系教授
- Larry Bourne （Ph.D. 1966） – 多伦多大学城市地理与规划名誉教授
- Lynton K. Caldwell （A.B. 1934， Ph.D. 1943） – 印第安纳大学布卢明顿分校政治学名誉教授
- Stephen Cameron （Ph.D. 1996） – 金融分析师、经济学家、哥伦比亚大学国际和公共事务副教授
- Marvin Chirelstein （J.D. 1953） – 哥伦比亚法学院和耶鲁法学院教授
- Ann Weiser Cornell （Ph.D. 1975） – 聚焦疗法权威； 《聚焦疗法的奥妙（The Power of Focusing）》的作者
- Carol Blanche Cotton （Ph. D. 1939） – 早期的非洲裔美国女性心理学家
- Mihály Csíkszentmihályi （A.B. 1960， Ph.D. 1965） – 克莱蒙特研究大学心理与管理系教授；心流理論概念的先驱
- Nicholas de Genova （A.B. 1982， Ph.D. 1989） – 哥伦比亚大学人类学助理教授
- Stefanie DeLuca （A.B. 1998） – 约翰·霍普金斯大学社会学教授； 《另一个美国时代的来临》的作者
- Marianne Ferber （Ph.D.） – 伊利诺伊大学香槟分校经济学名誉教授
- George P. Fletcher （J.D. 1964） – 哥伦比亚法学院教授
- Roland G. Fryer， Jr. – 哈佛大学经济学教授
- Marc Galanter （J.D.） – 威斯康星大学法学院名誉教授
- Alexander L. George （A.M. 1941， Ph.D. 1958） – 麦克阿瑟奖得主（1983）； 斯坦福大学名誉教授； 政治心理学和外交政策方面的开拓者
- 克劳迪娅·戈尔丁（Ph.D. 1972） – 哈佛大学经济学教授，诺贝尔经济学奖获得者（2023）
- Zvi Griliches （A.M. 1955， Ph.D. 1957） – 约翰·贝茨·克拉克奖章获得者（1965）；经济学家
- Sanford J. Grossman （A.B. 1973， A.M. 1974， Ph.D. 1975） – 约翰·贝茨·克拉克奖章获得者（1987）；经济学家
- Daniel S. Hamermesh （B.A. 1965） – 德州大学奥斯汀分校经济学名誉教授
- Charles V. Hamilton （A.M. 1957， Ph.D. 1964） – 哥伦比亚大学民权领袖兼政治学教授[42]
- Robin Hanson （A.M. 1984， M.S. 1984） – 乔治梅森大学经济学副教授，牛津大学人类未来研究所研究员
- Edward C. Hayes （Ph.D. 1902） – 美国社会学学会（American Sociological Association）会长
- Susanna Hecht （A.B. 1972） – 加州大学洛杉矶分校城市规划教授；用“生态政治学”治理林业的创始人之一；古根海姆奖得主（2008年）
- Carolyn Heinrich （Ph.D. 1995） – 德克萨斯大学奥斯汀分校教授兼经济学家
- Ukshin Hoti （1943–1999?） – 普里什蒂纳大学（University of Pristina）国际法教授
- Robert Kates （A.M. 1960， Ph.D. 1962） – 麦克阿瑟奖得主（1981）； 布朗大学名誉教授和名誉所长
- Vytautas Kavolis – 社会学家，文学评论家和文化历史学家
- Frances Kellor – 社会改革者和社会学家，专门研究移民权利
- V. O. Key， Jr. （Ph.D. 1934） – 曾在加州大学洛杉矶分校（UCLA）任教；约翰·霍普金斯大学（Johns Hopkins University）教授；耶鲁大学政府教授；哈佛大学的美国历史与政府教授
- Bruce M. King （Ph.D. 1978） – 克莱姆森大学心理学家兼教授
- John Komlos （Ph.D. 1978） – 慕尼黑大学经济史教授，名誉教授，《经济学与人类生物学》杂志创始人
- Rose Hum Lee （Ph.D. 1947） – 美国罗斯福大学社会学系主任，是第一位女性和华裔美国人被任命为美国某所大学社会学部门主任
- Frederick B. Lindstrom （Ph.D. 1950） – 芝加哥社會學派社会学家和历史学家
- Julie Beth Lovins （Ph.D. 1973） – 计算语言学家，他开发了第一个单词匹配的词干提取算法
- Antonio Martino （Ph.D. 1968） – 罗马路易斯经济学教授；意大利政治家；曾于1994年担任意大利外交部长，并于2001年至2006年担任意大利国防部长
- Vivian Carter Mason （A.B. 1925） – 性别与公民权利倡导者
- Adeline Masquelier （Ph.D. 1993） – 杜兰大学的文化人类学家
- Nolan McCarty （A.B. 1990） – 普林斯顿大学政治与公共事务教授
- Thomas W. Merrill （J.D. 1977） – 哥伦比亚法学院教授
- Richard Thacker Morris （Ph.D.） – 芝加哥大学和加州大学洛杉矶分校社会学教授
- Kevin M. Murphy （Ph.D. 1986） – 约翰·贝茨·克拉克奖章获得者（1997）；芝加哥大学经济学教授
- John V. Murra （A.M. 1942， Ph.D. 1956） – 印加帝国人类学家和研究员
- Marc Leon Nerlove （A.B. 1952） – 约翰·贝茨·克拉克奖获得者（1969）；经济学家
- Esther Newton （A.M. 1964， Ph.D. 1968） – 纽约州立大学杰出人类学研究教授；性别和性研究的先驱；《母亲营（Mother Camp）》的作者
- Harold L. Nieburg （Ph.B. 1947， A.M. 1952， Ph.D. 1960） – 纽约州立大学政治学教授；著有《以科学之名（In the Name of Science）》
- Anne Norton （A.B. 1977， A.M. 1979， Ph.D. 1982） – 宾夕法尼亚大学任期主席和政治学教授
- Charles W. Nuckolls（A.B. 1979； Ph.D. 1987）） - 杨百翰大学人类学教授
- Sherry Ortner （A.M. 1966， Ph.D. 1970） – 麦克阿瑟奖得主（1990）； 加州大学洛杉矶分校人类学杰出教授
- George L. Priest （J.D.） – 耶鲁法学院经济学教授、经济学和公共政策中心主任
- Enrico Quarantelli （Ph.D. 1959） – 灾难科学（灾害科学研究由自然或地球自然过程引起的任何灾难性事件）的创始人
- Renee Rabinowitz （A.M. 1969， Ph.D. 1974） – 心理学家和律师
- Amien Rais （Ph.D. 1984） – 教授；印度尼西亚共和国人民协商会议前主席
- Jonathan Rapping （A.B.） – 哈佛法学院教授；刑事辩护律师；Gideon’s Promise的创始人和总裁；麦克阿瑟奖得主（2014年）
- Albert Rees （Ph.D. 1950） – 总统杰拉尔德·福特顾问；前芝加哥大学和普林斯顿大学经济学教授，普林斯顿大学前教务长[43]
- James M. Redfield （A.B. 1954， Ph.D. 1961） – 芝加哥大学杰出教授 （1976–present）
- Harriet Lange Rheingold （Ph.D. 1955） – 发展心理学家；北卡罗来纳大学教堂山分校教授
- Philip Rieff （A.B. 1946， A.M. 1947， Ph.D. 1954） – 宾夕法尼亚大学社会学教授；《弗洛伊德：道德主义者的思想（ Freud: The Mind of the Moralist ）》（1959）；社会学家
- Lawrence Rosen （Ph.D. 1968， J.D. 1974） – 普林斯顿大学人类学教授；哥伦比亚大学法律系兼职教授
- Philip Carl Salzman （Ph.D. 1972） – 麦吉尔大学人类学教授
- Ritch Savin-Williams （A.M. 1973， Ph.D. 1977） – 康奈尔大学发展心理学教授；多性取向研究者
- Thomas Sebeok （A.B. 1941， A.M. 1943） – 符号学家和语言学家
- Richard Sennett （A.B. 1964） – 伦敦经济学院社会学百年教授（Centennial Professor ），麻省理工学院社会学兼职教授，纽约大学人文科学教授
- Orin Starn （A.B. 1982） – 杜克大学文化人类学教授
- Daniel Stokols （A.B. 1969） – 加州大学尔湾分校校长和社会生态学荣誉教授
- Robert Thompson （A.B. 1981） – 雪城大学大众电视研究中心主任
- Reeta Chowdhari Tremblay （Ph.D. 1990） – 维多利亚大学政治学教授和前教务长
- Jonathan Turley （A.B. 1983） – 乔治华盛顿大学法学院法学教授
- Sudhir Venkatesh （A.M. 1992， Ph.D. 1997） – 哥伦比亚大学社会学教授William B. Ransford
- Loïc Wacquant （A.M. 1986， Ph.D. 1994） – 麦克阿瑟奖得主（1997年）；加利福尼亚大学伯克利分校社会学教授
- John M. Wallace Jr. （A.M. 1987） – 匹兹堡大学社会学教授
- Althea Warren – 美国图书馆协会主席1943年至1944年
- James Q. Wilson （A.M. 1957， Ph.D. 1959） – 佩珀代因大学公共政策教授；总统自由勋章获得者（2003年）
- Michael Woodford （A.B. 1977） –  麦克阿瑟奖得主（1981）；普林斯顿大学经济学教授
- Henry Tutwiler Wright （A.M. 1965， Ph.D. 1967） –  麦克阿瑟奖得主（1983）； 密歇根大学人类学教授和考古学策展人
- Theodore O. Yntema （Ph.D. 1929） – 经济学家，考爾斯基金會主任

## 科学与技术行业
- 愛德文·哈勃（S.B. 1910， Ph.D. 1917） – 美國著名的天文學家；證實了銀河系外其他星系的存在，並发现了大多数星系都存在紅移的現象，建立了哈勃定律，是宇宙膨脹的有力证据（参见大爆炸理论）；哈勃是公認的星系天文学创始人和观测宇宙学的开拓者，並被天文學界尊稱為星系天文學之父；為紀念哈勃的貢獻，小行星2069、月球上的哈勃環形山以及哈勃太空望遠鏡均以他的名字來命名
- 沃德·克莱德·阿利（S.M. 1910， Ph.D. 1912） – 美国动物学家和生态学家，芝加哥大学教授，以研究动物的社会行为和集群而著名并发现了生态学中的阿利规律
- 阿贝·阿希提卡（Ph.D. 1974） – 印度理论物理学家；宾州州立大学引力与宇宙研究所的领导者，同时也是一名物理教授；作为阿希提卡变量的创始人，他圈量子引力理论及其下属学科圈量子宇宙学的提出者之一；他也为非物理学背景的人撰写了很多介绍圈量子引力的科普文章。1999年，阿希提卡和他的同事计算出了黑洞的熵，证实了霍金1974年的预测；于2016年5月被推选为美国国家科学院院士
- 约翰·巴考尔 （S.M. 1957） – 美国天体物理学家，最知名于对太阳中微子问题的贡献，对哈勃空间望远镜的开发和对普林斯顿高级研究院的领导
- 拉里·埃里森（退学） – 甲骨文公司（Oracle）的共同創始人和CEO，2020年4月，《富比士》公佈的全球富豪榜，埃里森以淨資產590億美元，排名第5名
- 哈維·福萊柴爾 （Ph.D. 1911） – 美国的物理学家，因发明了2-A 听力计和早期电子助聽器而被称作“立體聲”之父；羅伯特·密立根油滴實驗的實際操作者
- 罗伯特·弗洛伊德（A.B. 1953， S.B. 1958） – 美国计算机科学家，1978年图灵奖得主
- Jeannette Howard Foster （Ph.D. 1935） – librarian， professor， and researcher
- 藤田哲也（S.B. 1953） – 日裔美籍氣象學家，以研究極端強烈風暴而聞名；他在芝加哥大學對雷暴、龍捲風、颶風和颱風的研究徹底改變了人類對這些風暴的認識；他也因此被稱為「龍捲風先生」、「龍捲風博士」
- 杰拉尔德·加布里埃尔斯 (Ph.D. 1980) – 美国物理学家；哈佛大学教授，2000年成为物理系主任；他带领TRAP团队成功以离子阱捕捉了反质子；2002年被授予戴维森杰默奖，2005年获得了洪堡奖，2011年获朱利叶斯·埃德加·利林菲尔德奖，2007年成为美国国家科学院院士；美国物理学会成员
- 马丁·加德纳（A.B. 1936） – 美国名声显赫的业余数学大师、魔术师、怀疑论者，他是《科学美国人》杂志上一个曾开设了20多年的数学游戏专栏作者；曾多次获奖，包括美国物理学会及美国钢铁基金会的优秀科学作者奖
- 约翰·格伦斯菲尔德 – 美国物理学家和已退役的NASA宇航员，曾任NASA首席科学家（NASA Chief Scientist）
- 顾翼东（Ph.D. 有机化学 1935） – 化学家，中国无机化学的奠基人之一；1980年当选为中国科学院学部委员(院士)；曾任复旦大学教授
- 黛博拉·金（Ph.D. 1995） –  美籍华裔物理學家，也是科羅拉多大學物理系教授、國家標準技術研究所研究員及科羅拉多大學實驗天體物理聯合研究所研究員；麦克阿瑟奖得主（2003）
- 李中汉（Ph.D. 1986） –美籍华裔化学家，现为康奈尔大学教授；他是诺贝尔物理学奖得主李政道之次子，其兄为历史学家李中清；1994年获麦克阿瑟奖
- 琳·馬古利斯（A.B. 1957） – 美國生物學家，马萨诸塞大学阿默斯特分校在地球科學系的大學教授，天文學家卡爾·薩根的第一任妻子；著名於有關真核生物起源的理論，也是現今生物學所普遍接受的內共生學說的主要建構者，此學說解釋了細胞中某些胞器，如粒線體的由來；她發現動物，植物和真菌都源於原生生物；1983年她获选美國國家科學院院士，还是俄羅斯科學院院士，並曾在1999年獲頒美國國家科學獎章
- 威廉·威爾遜·摩根（S.B. 1927， Ph.D. 1931） – 天文学家；与其他人一起合作开发了MK分类系统，用于恒星分类，以及星系和星团分类系统；耶克斯天文台台长
- 克莱尔·卡梅伦·帕特森（Ph.D. 1951） – 美国地质学家和地球化学家，出生于美国艾奥瓦州米切尔维尔，芝加哥大学博士，曾於加州理工学院任教；帕特森与乔治·蒂尔顿合作，改进铀铅测年法，发明了铅铅测年法。通过测定代亞布羅峽谷隕石中铅的同位素的含量，他在1956计算出地球的年龄约为45.5±0.7亿年；被称为20世纪影响最大的地质学家
- 卡尔·萨根 （A.B. 1954， S.B. 1955， S.M. 1956， Ph.D. 1960） – 美国天文学家、天体物理學家、宇宙學家、科幻作家，和非常成功的天文学、天体物理学等自然科学方面的科普作家；行星學會的成立者；薩根收集了發送到太空的第一批物理信息：旅行者金唱片；薩根提出了現在公認的假說：金星表面的高溫可以歸因於溫室效應
- 司马贺（A.B. 1936， Ph.D. 1943） –1975年圖靈獎得主，1978年獲得諾貝爾經濟學獎；美国著名学者、计算机科学家和心理学家，研究领域涉及认知心理学、计算机科学、公共行政、经济学、管理学和科学哲学等多个方向
- 奥托·斯特鲁维（Ph.D. 1923） – 俄裔美国天文学家，波羅的海德國人、俄国天文学家路德維希·斯特鲁维之子；斯特魯維家族成员；历任叶凯士天文台、麦克唐纳天文台、勒施奈天文台和美国国立射电天文台台长；美国科学院院士；1932～1947年任美国《天体物理学杂志》主编；1952～1955年任国际天文学联合会主席；
- 大衛·鈴木（Ph.D. 1961） – 加拿大日裔遺傳學家、法學、哲學博士，也是活躍環保人士；1990年创立了大衛·鈴木基金會（David Suzuki Foundation），寻找一种“我们赖以生存的自然世界，社会生活的平衡的方法”；担任过加拿大公民自由协会的董事；2009年被授予美好生活獎（Right Livelihood Award）
- 阿尔文·温伯格（B.S. 1935， M.S. 1936， Ph.D. 1939） – 美国核能物理学家。曾是橡树岭国家实验室的一名管理员，并在1974年被提拔为美国能源研究及发展署的主任
- 史丹利·米勒（Ph.D. 1954） – 國化學家和生物學家，以生命起源的無生源論研究而聞名，尤其是以證明有机化合物可從簡單的無機分子經由化學反應形成的米勒-尤里实验而聞名於世
- 萨瓦斯·季莫普洛斯（Ph.D. 1978） – 粒子物理学家，斯坦福大学教授。1994年至1997年，他曾在欧洲核子研究中心工作。季莫普洛斯知名于构建超越标准模型的理论
- 陈新滋（Ph.D. 1979） – 有机化学家；香港浸会大学前校长，曾為第十二屆全國政協委員[44]
- Robert McCormick Adams （Ph.B. 1947， A.M. 1952， Ph.D. 1956） – 考古学家；史密森尼学会名誉秘书
- Zonia Baber – 地理学家和地质学家[45]
- Ralph Buchsbaum （Ph.D. 1938） – 无脊椎动物动物学家
- Facundo Bueso Sanllehí （M.S. 1929） – 古根海姆奖得主、物理学家和教育家
- Jane C. Charlton （M.S. 1984） – 天文学与天体物理学教授
- Mihir Chowdhury （post doc 1962–64） – 物理化学家，Shanti Swarup Bhatnagar获奖者
- Margaret S. Collins （Ph.D. 1950） –佛罗里达农工大学无脊椎动物学教授、动物学系主任
- George Cowan （Ph.D. 1940） – 曼哈顿计划的科学家之一；圣菲研究所的创始人
- Harmon Craig （Ph.D. 1951） – 巴尔赞奖（Balzan Prize）地球化学类第一位得主；地球科学先驱
- James Dahlberg （Ph.D. 1966） – 威斯康星大学麦迪逊分校生物分子化学名誉教授
- Norman Davidson （B.S. 1937， Ph.D. 1941） – 加州理工学院分子生物学教授；美国国家科学奖章得主
- Eleftherios Economou （Ph.D. 1969） – 克里特大学理论物理学家；以其在表面電漿子领域的贡献而闻名；海拉斯研究和技术基金会（Foundation for Research & Technology）的创始人兼董事长（1983-2004）
- Frank Edwin Egler （S.B. 1932） – 植物生态学家；1955年获古根海姆奖
- Richard Garwin （Ph.D. 1949） – 物理学家，首次氢弹设计的作者，总统自由勋章获得者
- Greg Gbur – 作家；在光学物理学中研究经典相干理论的物理学家
- Piara Singh Gill （Ph.D. 1940） – 物理学家，宇宙射线核物理的先驱
- Mack Gipson， Jr. （S.M. 1961， Ph.D. 1963） – 首位获得地质学专业博士学位的非裔美国人； 1981年美国黑人地质学家和地球物理学家协会（NABGG）创始顾问； NASA顾问[46]
- Richard Gordon （B.S. 数学 1963） – 修改了Kaczmarz算法以创建代数重构技术（Algebraic Reconstruction Technique）
- Caroline Herzenberg （S.M. 1955， Ph.D. 1958） – 物理学家
- Seymour L. Hess （Ph.D. 1950） – 为维京号1号设计气象仪器的气象学家和行星科学家
- Brian M. Hoffman （S.B. 1962） – 美国西北大学生物无机化学家
- Marian E. Hubbard （S.B. 1894） – 维斯里学院动物学教授
- Christina Hulbe （Ph.D. 1998） – 南极研究员，地球物理学家，冰川学家
- Donald Johanson （A.M. 1970， Ph.D. 1974） – 发现了阿法南方古猿“露西”的古人类学家，建立了灵长类动物和人类之间的联系
- Jason Jones （X. 1997） – Bungie的联合创始人，游戏《Halo》与《Destiny》背后的公司
- Alex Seropian （S.B. 1991） – Bungie的联合创始人
- Ernest Everett Just （Ph.D. 1916） – 动物学家，生物学家，生理学家和研究科学家
- William Tinsley Keeton （B.A. 1952， B.S. 1954） – 从事动物导航工作的动物学家；康奈尔大学的著名教授
- Reatha Clark King （Ph.D. 1963） - 化学家；在火焰氟量热法中的工作为NASA成功完成了阿波罗11号登月计划
- Vern Oliver Knudsen （Ph.D. 1922） – 美国声学学会联合创始人；加州大学洛杉矶分校校长（1959-1960）
- Robert Kowalski – 逻辑编程领域的计算机科学家
- Martin Kruskal （S.B. 1945） – 普林斯顿大学名誉教授
- George Willard Martin – 爱荷华大学真菌学家兼教授
- Kirtley F. Mather （Ph.D. 1915） – 哈佛大学地质学教授；美国科学促进会会长；自由主义者
- Sara Branham Matthews – 微生物学家
- J. Howard Moore （A.B. 1898） – 动物学家；哲学家；教育家；社会主义者；他是早期基于达尔文共享进化亲属原则的动物权利倡导者
- Donald Osterbrock （A.B.， Ph.D.） – 天体物理学家，以对星际物质，气态星云和活跃星系核的知识体系的贡献而闻名；美国天文学会主席；利克天文台所长
- Fushih Pan （M.D. 1986， Ph.D. 1989） – 整形外科医生； MIRA procedure的开发者
- Nikhil Mohan Pattnaik – 印度学学者、科学家和科学作家
- Jeannette Piccard （S.M. 1919） – 热气球升空工程师、美国宇航局发言人、老师、科学家和主教神父
- Ida Kraus Ragins （B.A. 1918， M.S. 1919） – 生化学家
- Raymond R. Rogers （Ph.D. 1995） – 地质学教授
- Arthur H. Rosenfeld （Ph.D. 1954） – 物理学家；加州大学伯克利分校教授；能源效率先锋
- Meyer Rubin （S.B. 1947， S.M. 1949， Ph.D. 1956） – 地质学家
- Ann Linnea Sandberg （Ph.D. 1964） – 美国国家牙科和颅面研究所的免疫学家
- John T. Scopes （X. 1931） – 达尔文进化论的拥护者，促成了“猴子審判”的研究，并为戏剧和电影《继承风（Inherit the Wind）》带来了灵感
- Harold Horton Sheldon （Ph.D. 1920） – 物理学家、科学家、发明家、老师、编辑和作者
- Joanne Simpson （Ph.D. 1949） – 气象学家
- Pierre Sokolsky （B.A. 1967） – 天体物理学家，潘诺夫斯基奖获得者，领导了HiRES宇宙射线探测器项目，也是超高能宇宙射线物理学的先驱
- Eugene Stevens （Ph.D. 1965） – 以研究可生物降解塑料而闻名
- David Tannor （born 1958） – 理论化学家，魏兹曼科学研究学院化学物理系教授
- Richard Thieme （M.A.， 1967） – 牧师，技术顾问，作家
- Richard E. Tracy （Ph.D. 1961）- 法医病理学家
- Sherry Turkle （attended Committee on Social Thought， 1971） – 麻省理工学院科学与技术社会学教授
- Richard Wassersug （Ph.D. 1973） – 达尔豪斯大学解剖学教授
- George Wetherill （Ph.B. 1948， S.M. 1949， S.M. 1951， Ph.D. 1953） – 美国国家科学奖得主；以在行星和太阳系形成方面的开创性工作而闻名
- J. Ernest Wilkins Jr. （B.S. 1940） – 以对曼哈顿计划的贡献而闻名的核科学家、机械工程师和数学家
- Erik Winfree （B.S.） – 计算机科学家、生物工程师、加州理工学院教授；麦克阿瑟奖得主（2000）
- Moddie Taylor （Ph.D. 1943） – 化学家；因在冶金实验室工作期间对曼哈顿项目的贡献而闻名

## 虚构人物
- 爱情喜剧片《當哈利碰上莎莉》中的哈里·伯恩斯（比利·克里斯托饰）和莎莉·艾尔布莱特（梅格·瑞安饰）
- 《夺宝奇兵系列》的虚构人物印第安纳·琼斯（哈里遜·福特飾）
- 美国电影《亡命天涯》中的李查·金波醫生（哈里森·福特飾）
- 《X战警》中的幻影貓